# إنتر ميلان
نادي ميلانو الدولي لكرة القدم (بالإيطالية: Football Club Internazionale Milano) أو كما يعرف بـ إنترناسيونالي ميلانو (بالإيطالية: Internazionale Milano)، واختصاراً يسمى باسم الإنتر (بالإيطالية: Inter) ويعرف كذلك في خارج إيطاليا باسم إنتر ميلان (بالإيطالية: Inter Milan)، هو نادي كرة قدم محترف مشهور تأسس سنة 1908 بمدينة ميلانو في إقليم لومبارديا في إيطاليا. يعرف الفريق بلونيه الأسود والأزرق، ويشتهر في إيطاليا بلقب «النيراتزوري» (بالإيطالية: Nerazzuri) (بالعربية: الأسود والأزرق). يشارك الفريق في الدوري الإيطالي الدرجة الأول منذ تأسيسه سنة 1908 وقد فاز بسبعة وثلاثين بطولة محلية، بما فيها 20 لقبا في الدوري الإيطالي، وكأس إيطاليا تسع مرات، وكأس السوبر الإيطالي 8 مرات، وبذلك يعتبر النادي الأكثر نجاحًا في إيطاليا بعد نادي يوفنتوس، والوحيد الذي لم يسقط إلى دوري الدرجة الثانية منذ انضمامه سنة 1908.
أما دولياً، فاز الفريق بـدوري أبطال أوروبا ثلاث مرات، اثنتان منها في الستينيات من القرن الماضي وبالتحديد عامي 1964 و1965. وانتظر 45 عاما ليفوز بها في النظام الجديد سنة 2010 بعد نجاحه في تحقيق إنجاز تاريخي بالفوز بخمسة بطولات من أصل ست ممكنة.ويملك أيضا ثلاث كؤوس اتحاد أوروبي بنظامها القديم أعوام 1990 و1994 و1998. وكأسي إنتركونتيننتال في عام 1964 و1965، وكأس العالم للأندية مرة واحدة في عام 2010. في عام 2010، أصبح نادي إنتر ميلان أول نادي في إيطاليا يفوز بالثلاثية والتي تتكون من الكالتشيو، كأس إيطاليا، دوري أبطال أوروبا. في ذلك العام نفسه، بات أيضا أول ناد إيطالي لكرة القدم يفوز بخمسة من أصل ست بطولات في عام واحد، وتشمل خماسية الموسم الثلاثية المذكورة سابقا وكأس السوبر الإيطالي وكأس العالم للأندية.
ومن ناحية أخرى يُعتبر إنتر ميلان عضواً مؤسساً في مجموعة جي–14 للأندية القيادية الأوروبية، التي تم إلغاؤها حاليّا واستبدلت برابطة الأندية الأوروبية. بحسب تقرير مجلة فوربس يُعتبر إنتر ميلان من أغنى أندية العالم، الثالث في إيطاليا، حيث بلغت قيمته السوقية لسنة 2015 مبلغ 439 مليون دولار، وهو ضمن أندية كرة القدم العشرون الأكثر تحقيقاً للإيرادات خلال الموسم 2014–15 إذ بلغت قيمة إيراداتة نحو 165 مليون يورو. وفي عام 2010، احتل الإنتر المركز الثاني في ترتيب أكثر الفرق الإيطالية جماهيريةً، والثامن أوروبياً.
يلعب نادي إنتر ميلانو كل مبارياته الرسمية في ملعب جوزيبي مياتزا (سان سيرو) الذي يتسع لـ 85,443 متفرج، ويشاركه في نفس الملعب قطب ميلانو الآخر نادي ميلان والذي يجمع بينهما أشهر ديربي في العالم يسمى بـديربي ميلانو. يرأس النادي رجل الأعمال الأندونيسي الشهير إيريك توهير منذ أكتوبر 2013، بعدما اشترى 70% من حصة النادي بصفقة بلغت 501 مليون يورو، تاركاً 30% من نصيب الرئيس السابق ماسيمو موراتي والذي عين كرئيس شرفي للنادي، وهو ابن أنجلو موراتي رئيس النادي الذي قاد فريق الستينيات المعروف باسم «القراندي إنتر» أي الإنتر الكبير، منذ 2014 يدرب الفريق المدرب الإيطالي لوتشانو سباليتي. وفي يونيو من عام 2016 قامت مجموعة سونينغ القابضة والمملوكة من قبل مجموعة سونينغ الاستثمارية، بالإستحواذ على أغلب أسم النادي (68.55%) بعدما تخلى ماسيمو موراتي عن حصته في ملكية النادي والتي بلغت 30%، وشرت جزء من حصة انترناشيونال سبورتس كابيتال المملوكة لرجل الأعمال الإندونيسي ايريك توهير، بصفقة قُدرت قيمتها بما يتراوح بين 600 مليون يورو. وفي 22 مايو 2024 أصبح صندوق "أوكتري" الأميركي المالك الجديد لنادي إنتر ميلان بعد عجز مجموعة "سانينغ" الصينية عن سداد دين يبلغ نحو 400 مليون يورو.

## تاريخ النادي

### التأسيس

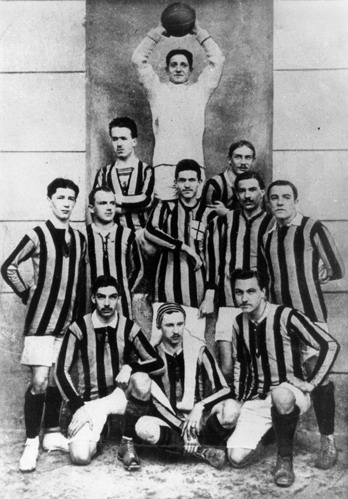
الفريق الفائز بأول دوري إيطالي سنة 1910

تأسس نادي إنتر ميلان في ليلة 9 مارس 1908 بمطعم كان آنذاك ملتقى نخبة المدينة من المثقفين والفنانين بمدينة ميلانو، وذلك عندما رفضت العديد من الأندية الإيطالية مشاركة اللاعبين الأجانب في مباريات الدوري، ووافق الاتحاد الإيطالي لكرة القدم على هذا، الأمر الذي جعل أقوى الأندية آنذاك (إيه سي ميلان وتورينو وجنوة)، تُقدم على مقاطعة الدوري، إلا أن جماعة من إدارة الميلان كانت موافقة على قرار الاتحاد، فانشقت عن نادي ميلان لكرة القدم والكريكيت أربعة من لاعبيه، الذين أبدوا حزنهم لعنصرية الإيطالين في فريق أي سي ميلان حين ذاك وبالتالي قرروا الانفصال.
فتجمع عدداً من اللاعين أغلبهم من غير الإيطاليين، وكوّنوا نادي إنترناسيونالي (لم تضف كلمة ميلانو إلا في 1967). وكانت الكنية الأصلية للفريق في ميلانو "La Beneamata" أي المحبوب. وكان من بين مؤسسي النادي وسكرتيره بعد ذلك الفنان والرسام جيورجيو موجياني الذي استوحى من تلك الليلة ألوان النادي وشعار الفريق. الأحرف الأولى "FCIM" مضفرة بدائرتين ذهبيتين، واللون الأسود والأزرق المستوحاة من ألوان الليل والسماء. ولأن النادي اسمه مشتق من رغبة أعضاؤه المؤسسين في قبول اللاعبين الأجانب مع الإيطاليين، فقد كان أول قائد للنادي هو السويسري هيرنست مانكتل.
وكان أول رئيس للنادي هو جيوفاني باراميتيوتي، وأول قائد هو السويسري هيرنست مانكتل، بينما أول مدرب كان فيرجيليو فوساتي.وفي ثاني مواسم الفريق في الدوري تمكن الإنتر من ربح أول بطولة في الدوري له في عام 1910 بقيادة الكابتن فيرجيليو فوساتي ولكن لسوء الحظ مات القائد فيرجيليو فوساتي في الحرب العالمية الأولى في الجبهة الشرقية.وبعد هذه الحادثة فاز الإنتر باللقب الثاني له بعد عشر سنوات من اللقب الأول سنة 1920.

### البدايات (1922–1954)

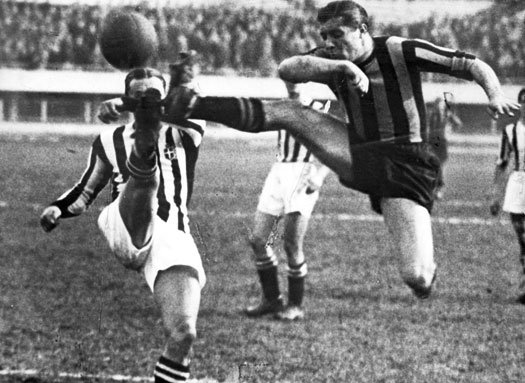
القائد جوزيبي مياتسا ضمن إحدى مباريات ديربي إيطاليا.

بعدما فاز الإنتر بلقبه الأول في بطولة الدوري الإيطالي، تلى ذلك الموسم مواسم مخيبة للآمال. ومع اندلاع الحرب العالمية الأولى توقفت منافسات كرة القدم، ثم ما لبت أن عادت للحياة في عام 1920 بعد انتهاء الحرب، وفاز بلقب الدوري الإيطالي للمرة الثانية. ومع بداية الفاشية في إيطاليا، وفي عام 1928 أُجبِرَ نادي الإنتر إلى تغيير اسمه إلى أمبروزيانا إنتر (بالإيطالية: Ambrosiana Inter) بعد دمجه مع نادي الاتحاد الرياضي بميلانو (بالإيطالية: Milanese Unione Sportiva)، خوفاً من نظام بينيتو موسوليني المتشدد والمتسمك بالعنصرية الإيطالية.
ورغم هذا القرار تمكن النادي المدمج من كسب بطولة ثالثة في الدوري الإيطالي الجديد في عام 1930 ساهم فيها جوسيبي مياتزا بشكل كبير بعدما سجل 31 هدفا حاصدآً جائزة الهداف (كابوكانونييري). وبعد ذلك تمكن الإنتر مرة رابعة من تحقيق البطولة عام 1938. ومن ثم حصد أول كأس إيطاليا في عام 1940 بعدما فاز على نادي نوفارا في المباراة النهائية. وفي نفس العام حقق الانتر البطولة الخامسة. ومن عام 1942 تم إعادة اسم الإنتر إلى ماهو عليه الآن. بعد الحرب العالمية الثانية ربح الانتر البطولة السادسة عام 1953 والسابعة في عام 1954 وبعد تلك البطولات دخل الانتر أفضل السنوات في تاريخه المعروفة بعصره "La Grande Inter" «الإنتر العظيم».

### العصر الذهبي (1954–1968)

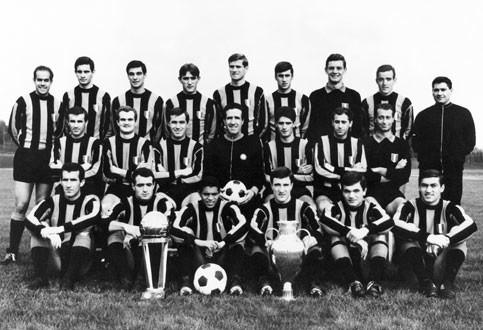
فريق العصر الذهبي 1964–1965

تعتبر فترة الستينات والسبعينات هي أفضل الفترات في تاريخ الإنتر حيث أطلق على الفريق بذاك الوقت بالـ «القراندي إنتر» (بالإيطالية: Grande Inter) والتي تعني الإنتر الكبير. إذ حقق فيها العديد من البطولات بقيادة رئيس النادي الإيطالي أنجلو موراتي الذي أحضر المدرب الأرجنتيني هيلينيو هيريرا من نادي برشلونة، مع استقدام كوكبة رائعة من اللاعبين أمثال الإيطاليين فاكيتي وماتسولا والإسباني لويس سواريز. تبنى الأرجنتيني هيلينيو هيريرا خطة الكاتيناتشو مع تعديل بسيط، حيث لعب بخطة 5–3–2 بوجود قلبي دفاع وخلفهم ليبرو، والذي تقتضي مهتمه التعامل مع أي مهاجم ينجح في تخطي قلبي الدفاع، كما أن له دور في توزيع الكرة بعد الاستحواذ عليها، وبداية الهجمات المضادة.
بهذه الخطة الجديدة، استطاع فريق الإنتر أن ينهي في الموسم الأول مع المدرب في المركز الثالث، وفي الموسم الذي تلاه أصبح وصيفاً، وفي الموسم الذي تلاه وهو موسم 1962–63 استطاع الفوز باللقب بعد صيام دام 9 سنوات. وقد حقق النادي في تلك الفترة 3 بطولات للدوري الإيطالي أعوام 1963 و1965 و1966، والأخير هو الدوري الإيطالي العاشر الذي سمح للنادي بارتداء نجمة ذهبية واحدة على قمصانهم.
تلت تلك الانتصارات المحلية، انتصارات أوروبية حيث استطاع الإنتر الفوز بـدوري أبطال أوروبا بمسماها القديم لموسمين متتالين، ففي موسم 1963–64 حصد اللقب بعدما فاز على ريال مدريد بقيادة مهاجمه الخطير ألفريدو دي ستيفانو بنتيجة 3–1 بعدما سجل ماتسولا هدفي الفوز، وفاز باللقب الثاني في موسم 1964–65 بعدما فاز في المباراة النهائية بينتحة 1–0 على نادي بنفيكا بقيادة أوزيبيو. الفوز بلقبي دوري أبطال أوروبا سمح للإنتر بلعب منافسات كأس الإنتركونتيننتال مرتين، كلا القائين كان أمام نادي إنديبندينتي الآرجنتيني، وانتهوا بفوز الإنتر.
بعدها حاول أنجلو موراتي –والد ماسيمو موراتي– إحضار المزيد من اللاعبين المميزين أمثال أوزيبيو وبيليه ولكنه قوبل بالسياسات الاستبدادية فلم يقبل في البرازيل ومنع في البرتغال، ولهذا توقف العصر الذهبي الأول في سنة 1967 بعد الوصول من جديد إلى النهائي دوري أبطال أوروبا، وخسر أمام سلتيك بهدف نظيف، بعدما تم إيقاف ماتسولا، وبعدما أصيب لويس سواريز وغاب عن المباراة النهائية.

### فترة ما بعد هيلينيو هيريرا (1968–1990)

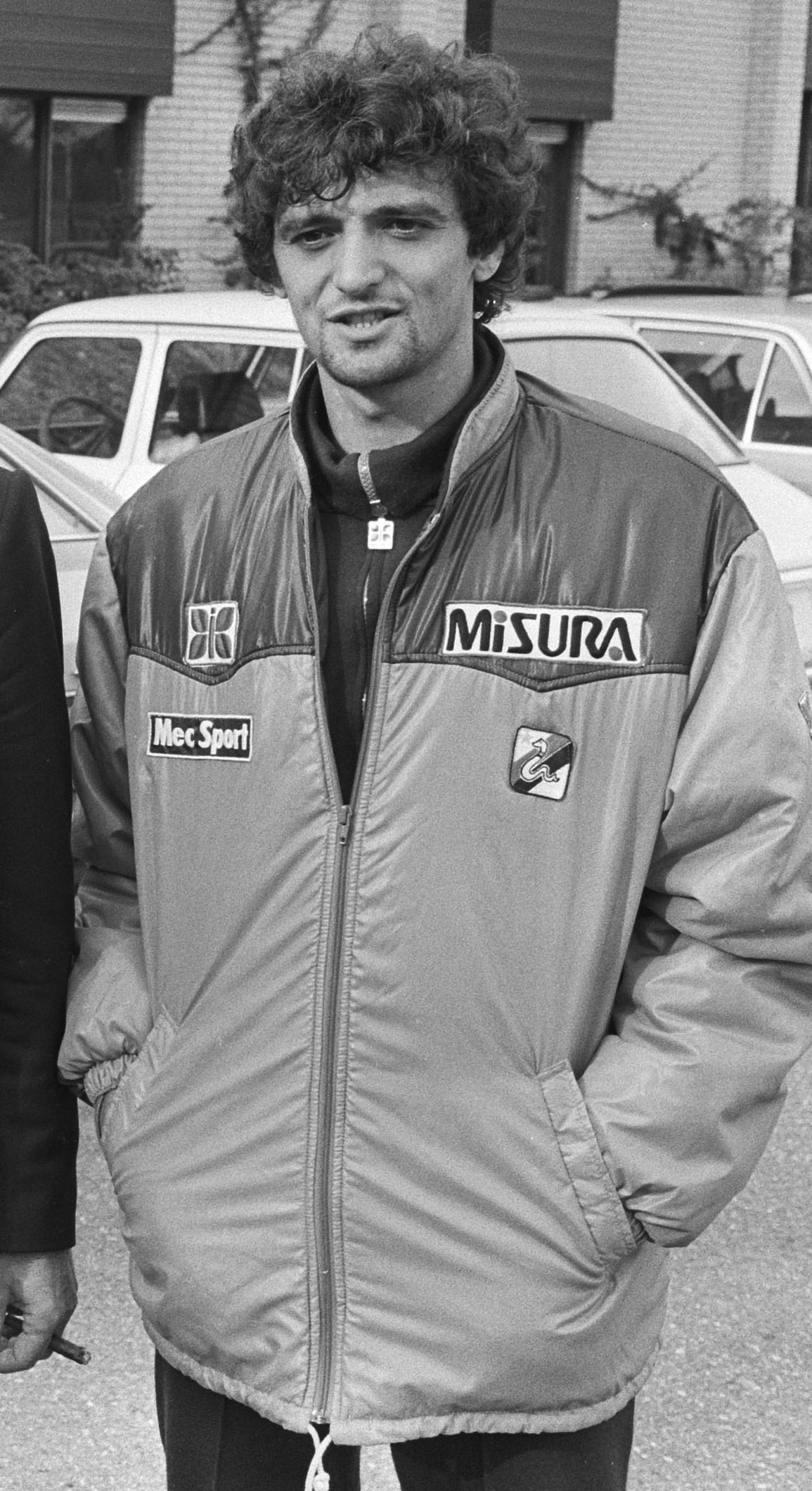
أليساندرو ألتوبيلي نجم الإنتر في الثمانينات.

رحل هيلينيو هيريرا عن الإنتر، بعدما حقق 7 بطولات مع الفريق الأزرق، ويخلفه المدرب ذو النزعة الهجومية أليفريدو فوني، ليمر الفريق خلال هذه الفترة من 1968 إلى 1990 بفترة هدوء على مستوى البطولات المحلية، وفترة جفاف على صعيد البطولات الأوروبية.
في 1970 تم تعيين المدرب جيوفاني إنفرنزي، الذي استطاع الفور بلقب الدوري الإيطالي للمرة الحادية عشر في تاريخه في موسم 1970–71.

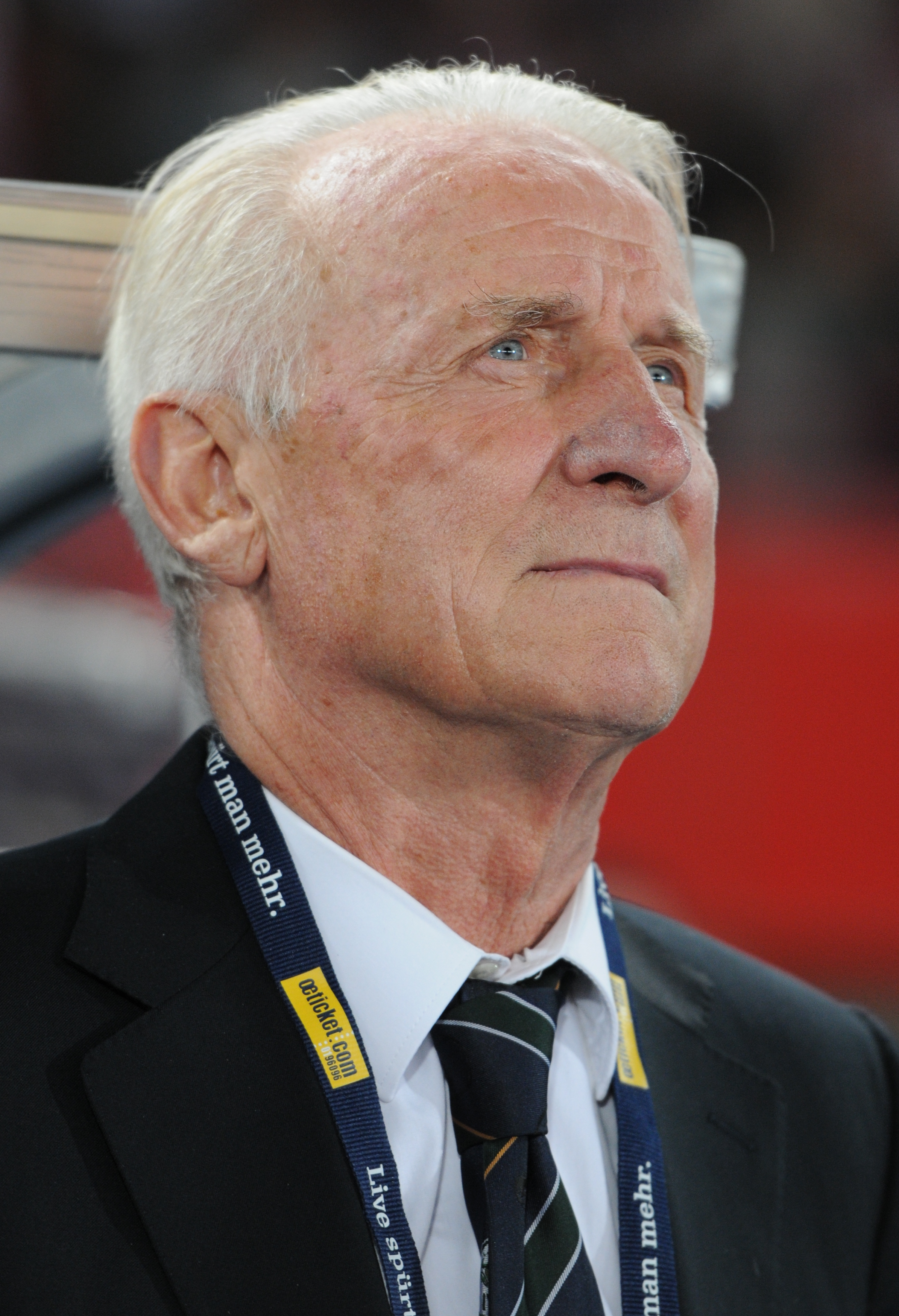
جوفاني تراباتوني، مدرب الفريق في موسم 1988–89.

مرت الأعوام الستة التي تلت الفوز باللقب سريعاً وبعيداً عن الألقاب، لم يحقق الفريق أي بطولة كبيرة وأصابت الجماهير خيبة أمل طويلة خاصة بعد خسارة فريقها لبطولة دوري أبطال أوروبا أمام نادي أياكس أمستردام في 1972، إلى أن جاء موسم 1977–78، عندما فاز الإنتر بلقب كأس إيطاليا للمرة الثانية في تاريخه بعدما فاز على نادي نابولي بنتيجة 2–1 في مباراة سجل فيها كل من غرازيانو بيني وأليساندرو ألتوبيلي.
وفي موسم 1979–80 استطاع الفريق بقيادة هدافه أليساندرو ألتوبيلي صاحب 15 هدفاً وبوجود مجموعة من اللاعبين المميزين مثل غابرييلي أوريالي وجوزيبي بيرغومي وإيفانو بوردون وريكاردو فيري، بالفوز بلقب الدوري الإيطالي للمرة الثانية عشر في تاريخه. وفي الموسم الذي تلاه، استمر النجاح المحلي بعدما احرز الفريق اللقب الثالث له في بطولة كأس إيطاليا بعدما تغلب على نادي تورينو بنتيجة 2–1 بمجموع المبارتين، وبتوقيع كل من ألدو سيرينا وأليساندرو ألتوبيلي.
ومن ثم مر الإنتر بفترة عجاف جديدة، لم يستطع خلالها الفريق إضافة أي لقب في خزانته، لكن التعاقدات الجديدة مثل أندرياس بريمه ولوثار ماثيوس ورامون دياز وبوبجود والتر زينغا وجوزيبي باريزي وبقيادة الإيطالي جوزيبي بيرغومي، وضعت حداً لتلك الفترة، في موسم 1988–89 عندما فاز بالبطولة الثالثة عشر في الدوري الإيطالي بقيادة مدربه المحنك جوفاني تراباتوني وبقيادة هدافه ألدو سيرينا صاحب 22 هدفاً. ثم استطاع الفريق الفوز بإول لقب له في بطولة كأس السوبر الإيطالي عندما تغلب على بطل كأس إيطاليا آنذاك نادي سامبدوريا بنتيجة 2–0.

### فترة الجفاف (1990–2004)
كانت فترة التسعينات من القرن الماضي فترة جفاف وانحسار في تاريخ النادي، حيث اكتفى الإنتر في أغلب مشاركاته بالمراكز المتوسطة في الدوري الإيطالي، وظل يشاهد الصراع الكبير الحاصل بين غريميه إيه سي ميلان ويوفنتوس على المستوي المحلي والأوروبي. ففي موسم 1993–94 انهى الإنتر الدوري بفارق نقطة وحيدة عن مراكز الهبوط للدرجة الثانية. لكن وعلى الرغم من تلك النتائج المتواضعة، استطاع الإنتر الفوز بلقب كأس الاتحاد الأوروبي لثلاث مرات أعوام 1991 ضد نادي روما و1994 أمام نادي سالزبورغ النمساوي و1998 ضد نادي لاتسيو. وهذه البطولات لم تكن كافية لرد الجميل ولو جزء بسيط، منما تم دفعه من قبل رئيس النادي وقتها ماسيمو موراتي ابن أنجلو موراتي رئيس النادي في الفترة الذهبية، حيث أصيب بخيبة أمل كبيرة بعد أن صرف قرابة 500 مليون دولار في فترة رئاسته لجلب كل ماهو مميز للفريق.إضافة إلى معاناته المستمرة مع التحكيم الذي حرمه من بطولتين إيطالتين حسب رأي جماهير الإنتر.

ماسيمو موراتي أصبح رئيساً للنادي في عام 1995.

فبعد استيلاء ماسيمو موراتي لرئاسة النادي من ارنستو بيليجريني في عام 1995، قام الإنتر بعقد العديد من الصفقات المدوية، بعدما أتى بالمدرب القدير بوبي روبسون، وتعاقد مع رونالدو وكريستيان فييري وإيفان زامورانو، فاستطاع الانتر كسر رقم القياسي لأعلى انتقال للاعبين في تلك الفترة، لمرتين بعدما انتقل كل من رونالدو من نادي برشلونة في صيف 1997 بمبلغ 19.5 مليون يورو، وكريستيان فييري من نادي لاتسيو في صيف عام 1999 بمبلغ 31 مليون يورو.
وعلى الرغم من تلك التعاقدات تعاقد الإنتر أيضاً مع ألفارو ريكوبا، رغم هذا لم يستطع الإنتر تلبية طموح مشجعيه والفوز بلقب الدوري الإيطالي، مما أدى إلى توتر ساد العلاقة بين رئيس النادي ماسيمو موراتي وأنصار الفريق. هذه التوتر أصبح جلياً عندما أقال ماسيمو موراتي المدرب المحبوب من قبل الجماهير لويجي سيموني بعدما قاد الفريق في بضع مباريات، وعلى الرغم من فوزه بلقب مدرب العام في مسابقة الدوري الإيطالي. وفي موسم 1998–99 فشل إنتر في التأهل لأي منافسة أوروبية للمرة الأولى منذ نحو 10 أعوام على الرغم من تعاقدهم مع النجم روبيرتو باجيو، واكتفى بالمركز الثامن في مسابقة الدوري الإيطالي.

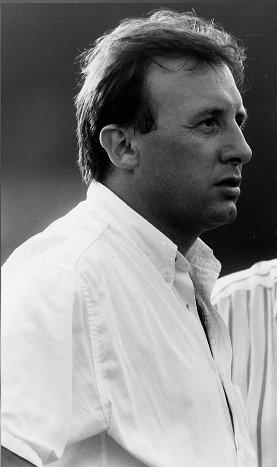
ألبيرتو زاكيروني الرجل المسؤول عن حرمان الإنتر من لقب الدوري الإيطالي 2001–02 بعدما فاز فريقه آنذاك نادي لاتسيو على الإنتر بنتيجة 4–2 في الجولة الأخيرة من الدوري.

في موسم 1999–2000 قام ماسيمو موراتي ببعض التغييرات الرئيسية في الفريق، فقام بتعيين مدرب يوفنتوس السابق مارتشيلو ليبي مدرباً للفريق، وتعاقد مع بعض الاعبين المميزين على صعيد الكرة الفرنسية والإيطالية، مثل الإيطالي أنجيلو بيروتزي والفرنسي لوران بلان لكي يلعبوا جنباً إلى جنب مع غيرهم من الاعبين أمثال كريستيان فييري وفلاديمير يوجوفيتش. وتنباً العديد بفوزهم هذه المرة باللقب الأوروبي، لكن مرة أخرى، خرج الإنتر خالي الوفاض من البطولة، بل فشلوا مرة أخرى في الفوز بلقب الدوري الإيطالي.
وفي الموسم الذي تلاه وهو موسم 2000–01 تعرض الأنتر لنكسة أخرى، فبعدما كانوا متقدمين في النتيجة على نادي لاتسيو في نهائي كأس السوبر الإيطالي بهدفين من توقيع اللاعبين الجدد الذي تعاقد معهم في الصيف، وهم روبي كين وهاكان شوكور، لم يستطع لاعبوا الإنتر المحافظة على التقدم وخسروا 4–3. أراد الإنتر أن يبدأ بداية طيبة بعد تلك البداية السيئة، لكته تعرض لإحراج آخر عندما خرج من المنافسة الأوروبية من نادي هلسينغبورغ السويدي، بعدما أعطيت الفرصة لألفارو ريكوبا لمعادلة النتيحة من ركلة جزاء في الدقيقة الأخيرة، إلا أن حارس سفين أندرسون أبعد الكرة، ليجد لاعبو الإنتر أنفسهم مجدداً خارج المنافسة الأوروبية. طوال هذه الفترة، عانى إنتر من سخرية جيرانهم إيه سي ميلان؛ الناجح على الصعيدين المحلي وأوروبا. فخسر الإنتر ديربي ميلانو بنتيجة قوامها 6–0 في منافسات الدوري الإيطالي لموسم 2000–01. ثم تم تعيين ماركو تارديلي خلفاً لمارتشيلو ليبي، لكنه فشل في تحسين النتائج، وأنهى الإنتر موسمه محتلاِ المركز الخامس في سلم الترتيب.

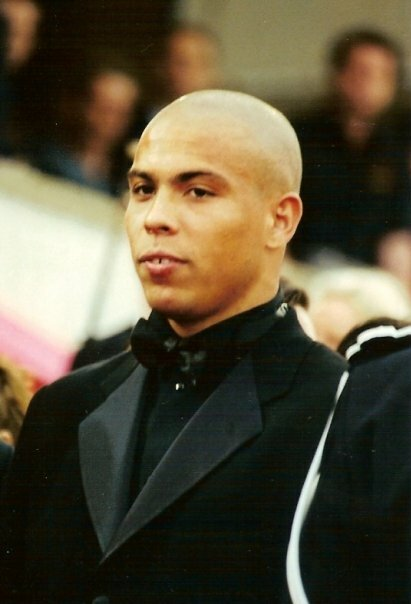
رونالدو انتقل من نادي برشلونة في صيف 1997 بمبلغ قياسي بلغ 19.5 مليون يورو.

في موسم 2001–02، شارك الإنتر ببطولة كأس الاتحاد الأوروبي لكنه خرج في الدور الربع النهائي. وكانوا أيضاً على بعد 45 دقيقة فقط بعيداً من الفوز بلقب الدوري الإيطالي، ففي مباراته الأخيرة في الدوري، واجهة الإنتر نادي لاتسيو في الاستاد الأولمبي في العاصمة روما، وكان يحتاج للتعادل ليضمن اللقب، فعلى الرغم من تقدم الإنتر بهدف مبكر في الدقيقة 12 بتوقيع كريستيان فييري وفي الدقيقة 24 أصبحت النتيجة 2–1 للإنتر، لكن لاتسيو سجل هدف التعادل في الوقت الضائع من الشوط ثم سجل هدفين في الشوط الثاني، ليفوز لاتسيو بنتيجة عريضة قوامها 4–2 بتوقيع كل من سيموني إنزاغي ودييغو سيميوني وكارل بوبورسكي، حارماً الإنتر من التتويج بلقب البطولة، ويُتوَّج يوفنتوس بطلاً بعد فوزه 2–0 على مضيفه نادي أودينيزي، ونادي روما وصيفاً له، بينما احتل الإنتر المركز الثالث. حاول الإنتر مجدداً الفوز بلقب الدوري في موسم 2002–03 بعدما تعاقد مع هيرنان كريسبو خلفاً لرونالدو الذي رحل لنادي ريال مدريد، لكنه انهى الدوري بالمركز الثاني بعد البطل يوفنتوس. وفي مسيرته الأوروبية اصطدم الإنتر بغريمه إي سي ميلان في الدور نصف النهائي من بطولة دوري أبطال أوروبا، حيث خرج بعدها بقانون أهداف خارج الديار بعد تعادلهما 1–1 في مجموع المبارتين.
مرة أخرى، تملك عدم الصبر مالك النادي ماسيمو موراتي، ففي بداية موسم 2003–04 قام ببيع هيرنان كريسبو بعد موسم واحد من شراءه، وطرد المدرب هيكتور كوبر بعد فترة وجيزة قضاها مع الفريق، ويتعاقد مع البديل وهو ألبيرتو زاكيروني المسؤول عن ضياع اللقب في موسم 2001–02 بعدما خسر الإنتر 4–2 أمام نادي لاتسيو. لم يضف ألبيرتو زاكيروني أي جديد للفريق، بصرف النظر عن فوزه على يوفنتوس ذهاباً في تورينو بنتيجة 3–1، وفي ميلان إياباً بنتيجة 3–2 غير ذلك لم يقدم أي شيء، فقد خرج الإنتر بشكل مخزي من بطولة دوري أبطال أوروبا بعدما حل ثالثاً في مجموعته. ولولا تعزيزات الفريق التي حدثت في يناير 2004 بالتعاقد مع ديان ستانكوفيتش وأدريانو، بعد بيع كل من هيرنان كريسبو وكلارنس سيدورف، لما استطاع الإنتر أن يتأهل لتصفيات دوري أبطال أوروبا، بعدما أنهى الموسم بالمركز الرابع وبفارق نقطة فقط عن نادي بارما صاحب المركز الخامس.

### العودة من جديد (2004–2010)

#### البداية (2004–2008)

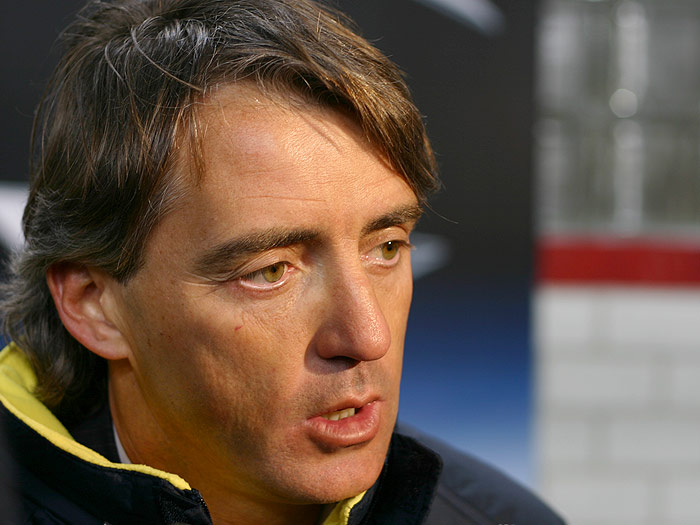
الإيطالي روبيرتو مانشيني درب الإنتر في الفترة (2004–2008)، وهو ثالث أنجح مدرب في تاريخ النادي.

وسط هذه الضغوطات من قبل الجماهير، تخلى ماسيمو موراتي عن الرئاسة عام 2004 لصالح أسطورة النادي جاشينتو فاكيتي والذي بدوره أعلن في 1 يوليو 2004 عن توكيل مهمة التدريب للمدرب الشاب لنادي لاتسيو الإيطالي روبيرتو مانشيني. في أول موسم له حصد النادي بقيادة مانشيني 72 نقطة جراء الفوز بـ 18 مباراة، وتعادل بـ 18 وخسر مرتتين فقط. محتلاِ المركز الثالث في الترتيب العام خلف نادي يوفنتوس وأي سي ميلان. أما في مسابقة دوري أبطال أوروبا فقد خرج الإنتر من الدور نصف النهائي من قبل عدوه اللدود نادي إيه سي ميلان بعدما خسر مباراة الذهاب 2–0، ومن ثم انسحب من مباراة الإياب لتنتهي النتيحة 3–0 لمصلحة الفريق اللومباردي. وفي 15 يونيو 2005 عوض مانشيني فقدانه للقب الدوري بفوزه بلقب كأس إيطاليا بعدما فاز على نادي روما بـنتيجة (3–0)، وأتبعه بـكأس السوبر الإيطالي بعدما فاز على نادي يوفنتوس بطل الدوري قبل أن يتم سحبه منه، بنتيجة 1–0. وكان هذا اللقب هو الثاني للإنتر في كأس السوبر للنادي بعد نسخة عام 1989.
في موسم 2005–06 احتل الإنتر المركز الثالث إيضاً، لكنه توج باللقب بعد غياب طويل دام 17 سنة من الفشل، بعدما منحت المحكمة الرياضية بطولة الدوري الإيطالي لموسم 2005–06 لنادي إنتر ميلان، إثر فضيحة التلاعب والتي تعرف باسم فضيحة الكالتشيوبولي، والتي شملت ناديي يوفنتوس وميلان الأول والثاني وغيرهم في موسم 2006. وبذلك عادت نغمة الانتصارات والأفراح لجماهير النيراتزوري. أيضاً عاود نادي إنتر ميلان المحافظة على لقب كأس إيطاليا مجددا بعدما تغلب على نفس المنافس وهو نادي روما بنتيجة (4–1). أما على الصعيد الأوروبي، فقد خرج الإنتر من دور الستة عشر من بطولة دوري أبطال أوروبا من قبل نادي فياريال بقانون أهداف خارج الديار بعد تعادلهما 2–2 في مجموع المبارتين.

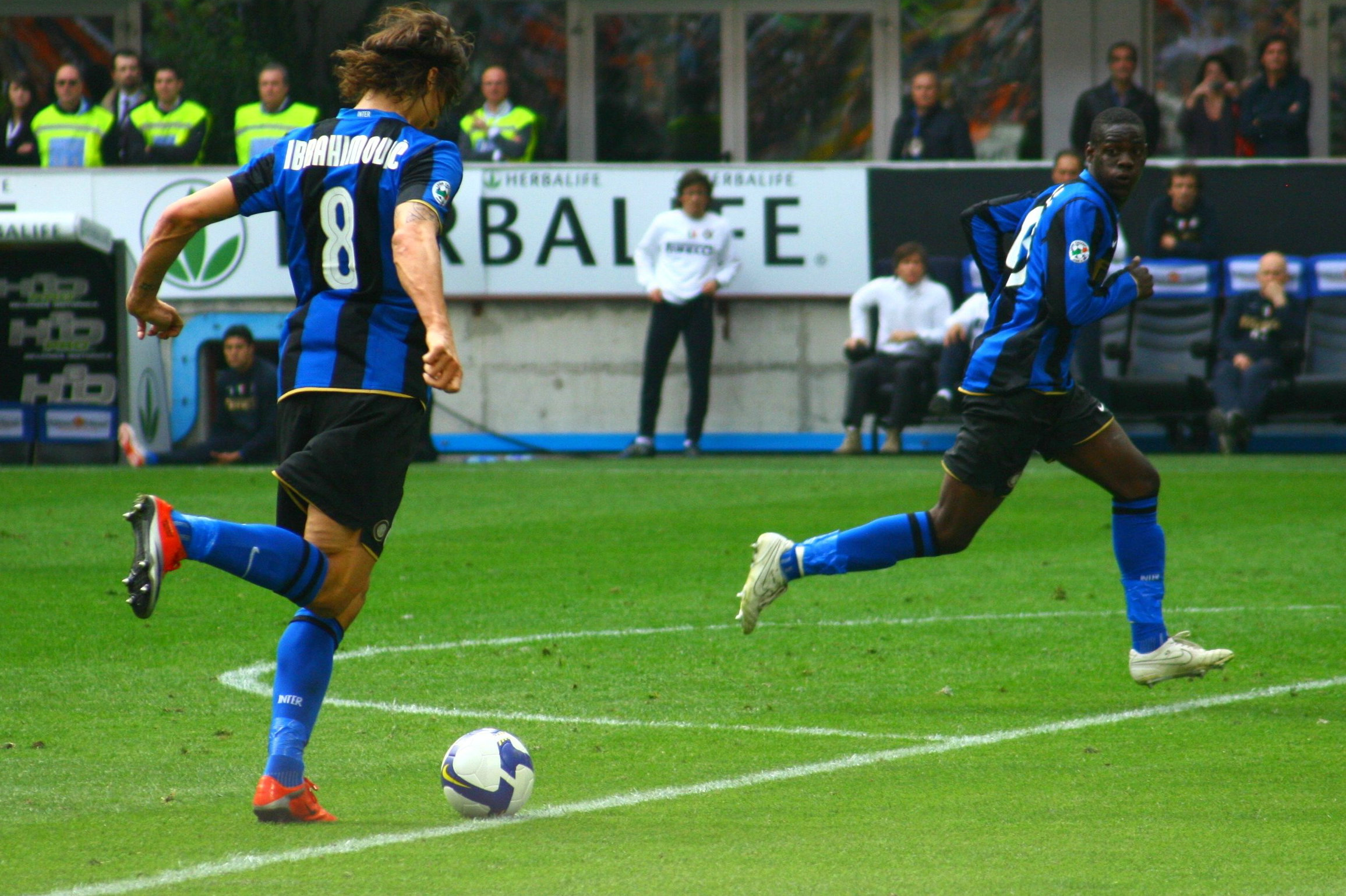
زلاتان إبراهيموفيتش وماريو بالوتيلي في مباراة ضد نادي باليرمو.

إدارة الرئيس جاشينتو فاكيتي لم تكتف باللقب الممنوح للإنتر، بل علمت جاهدة لاستقطاب أبرز النجوم العالمية والصاعدة فأحضرت كل من ماكسويل من أياكس أمستردام الهولندي، ومايكون من نادي موناكو الفرنسي، وكريسبو من نادي تشيلسي الأنجليزي، وضم من نادي يوفنتوس كل من الفرنسي باتريك فييرا ونجم الفريق السويدي زلاتان إبراهيموفيتش. وبينت هذه الأسماء عن جودتها في مباراة نهائي كأس السوبر الإيطالي أمام نادي روما بعد أن كانو متخلفين بثلاثية، فسجل كل من هيرنان كريسبو وباتريك فييرا وفيغو الرباعية بعد التمديد ليحصلوا على لقب السوبر الإيطالي الثالث لهم. بعدها توفي رئيس النادي فاكيتي صيف 2006. وعلى إثر وفاة أسطورة النادي، عاد موراتي مرة أخرى لرئاسة النادي على أمل أن يكون وجه خير هذه المرة.

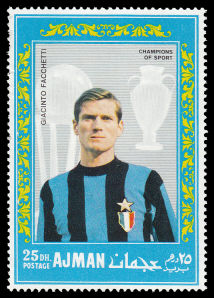
طابع على صورة أسطورة الإنتر جاشينتو فاكيتي الدذي توفي في 2006.

خلال موسم 2006–07، بدأت حقبة جميلة لنادي إنتر ميلان بعد حصولهم على لقب الدوري المجرد من النادي العجوز بموسم التلاعبات والمحاكم، فسجل النادي أرقاما قياسية في هذا الموسم بتسجيله 17 فوزا متتالي، بدأها من 25 سبتمبر 2006 بعد فوزه في ملعبه على نادي ليفورنو، وانتهت تلك الفترة بمباراة أودينيزي بالتعادل بـ (1–1) يوم 28 فبراير 2007. ويعد هذا إنجازا كبيراً، فهو في المركز الثاني أكثر بعد بايرن ميونخ الألماني بـ19 فوز متتالي.   ويعتبر الأفضل بعد 29 انتصارا لنادي بنفيكا البرتغالي وسلتيك الإسكتلندي (25 انتصارا) وآيندهوفن الهولندي (22 انتصارا). لم ينتهي الموسم عند هذا الرقم، بل استطاع الإنتر الفوز بلقب الدوري الإيطالي للموسم الثاني على التوالي، وللمرة الأولى منذ سنة 1989، بعد فوزه على ملعب ملعب أرتيميو فرانتشي الخاص بنادي سيينا بنتيجة (2–1) من توقيع الإيطالي العملاق ماركو ماتيراتسي، محققاً لقبه الخامس عشر في الدوري الإيطالي قبل نهاية الدوري بـ 5 مباريات، بعد أن حقق 26 فوز و6 تعادلات وهزيمة واحدة من 33 مباراة. وأصبح روبيرتو مانشيني المدرب الثالث في تاريخ النادي الذي يفوز بلقب الدوري مرتين متتاليين بعد ألفريدو فوني 1953–1952 و1954–1953، وهيلينيو هيريرا 1965–1964 و1966–1965. لم يكتفي الإنتر بهذا، بل استطاع الوصول إلى نهائي كأس إيطاليا، لكنه خسر فرصة تحقيق الثنائية بعدما أخذ نادي روما بثأرة وهزم الإنتر بنتيجة 7–4 في مجموع المبارتين. لم يكن حظ الإنتر في دوري أبطال أوروبا أفضل من حظه في كأس إيطاليا، فخرج مرة أخرى من دور الستة عشر من قبل نادي فالنسيا بقانون أهداف خارج الديار بعد تعادلهما 2–2 في مجموع المبارتين. لم يستطع الإنتر تعويض إخفاقه في كأس إيطاليا وخسر مرة أخرى لقب كأس السوبر الإيطالي لصالح نادي روما بعدما هُزِمَ بنتيجة 1–0.
في موسم 2007–08 استمرت المنافسة بين الإنتر ونادي روما، مستغليين هبوط يوفنتوس للدرجة الثانية وهبوط مستوى إيه سي ميلان، فاستطاع الإنتر تحقيق لقب الدوري الإيطالي للمرة السادسة في تاريخه، بصعوبة وبفارق 3 نقاط فقط عن الوصيف نادي روما. لكن نادي روما لم يقف مكتوف الأيدي، بل استطاع التغلب على الإنتر في نهائي كأس إيطاليا بنتيجة 2–1. ومن ثم تغلب عليه وحقق لقب كأس السوبر الإيطالي بعدما فاز بهدف وحيد من ضربة جزاء. أما على الصعيد، فلا جديد يذكر، خروج آخر من دور الستة عشر لكن هذه المرة من قبل نادي ليفربول الإنجليزي، الذي هزم الإنتر ذهاباً 2–0 وإياباً 1–0. هذا الفشل الأوروبي المستمر وضع حداً لمسيرة المدرب الإيطالي روبيرتو مانشيني، لتتم إقالته من قبل إدارة النادي. بعدما حقق مع الفريق 7 بطولات خلال 4 سنوات (3 بطولات دوري، بطولتين كأس إيطاليا وبطولتين كأس السوبر الإيطالي)، مما جعله ثاني أنجح مدرب في تاريخ النادي.

#### الحقبة الذهبية الثانية (2008–2010)

تشكيلة الإنتر الفائزة بلقب دوري أبطال أوروبا 2009–10.

صنفت هذه المرحلة على أنها مرحلة العصر الذهبي الجديد للإنتر من جديد بعد عصر هيريرا، ففاز الإنتر بجميع الألقاب وسميت بالثلاثية الشهيرة، بقيادة المدرب البرتغالي جوزيه مورينيو، والذي تم التعاقد معه في 2 يوليو 2008 كمدرياً للفريق خلفاً للمقال روبيرتو مانشيني، وتم تعيين جوزيبي باريزي مساعداً له. وتم تعزيز الفريق بعدة صفقات أهمها مانسيني وسولي علي مونتاري وريكاردو كواريسما. ففي أول لقاء له مع الفريق في موسم 2008–09، استطاع مورينيو الفوز بلقب كأس السوبر الإيطالي بعدما تغلب الإنتر على نادي روما بركلات الترجيح بعد انتهاء الوقت الأصلي والإضافي بالتعادل بنتيجة 2–2. ثم استطاع مورينيو الفوز بلقب الدوري الإيطالي للمرة السابعة عشر في تاريخ النادي، تاركاً الوصافة والمركز الثالث لنادي يوفنتوس وإيه سي ميلان. أما في بطولة كأس إيطاليا لم يستطع الإنتر التأهل للنهائي كما كان متوقعاً منه، فقد خرج من الدور نصف النهائي بعدما خسر بنتيجة 3–1 في مجموع المبارتين من قبل نادي سامبدوريا. لم يتغير الحال كثيراً على الصعيد الأوروبي، فخرج الإنتر كالعادة من دور الستة عشر بعدما خسر من مانشستر يونايتد بنتيجة 2–0 في مجموع المباريتين.
في موسم 2009–10، عزم الإنتر هذه المرة على تحقيق لقب دوري أبطال أوروبا الذي غاب عنه لأكثر من 40 سنة، فتم الإستغناء عن زلاتان إبراهيموفيتش وأدريانو، وتم تعزيز الفريق بالعديد من اللاعبين المميزين مثل المهاجم الأرجنتيني دييغو ميليتو ولاعب الوسط تياغو موتا من نادي جنوى، والمدافع البرازيلي لوسيو من بايرن ميونخ، وصامويل إيتو من نادي برشلونة. بدأ الإنتر مشوار الثلاثية التاريخية بفوزه بكأس إيطاليا بعدما تغلب على روما في النهائي بهدف لميليتو، بعد إخراجه لكل من ناديي جوفنتوس وفيورنتينا، محققاً بذلك اللقب السادس للإنتر في بطولات الكأس. ثم توج بلقب الدوري الإيطالي بصعوبة بالغة بعد تجرعه الهزيمة من روما في ملعب الأولمبيكو (2–1) مما فتح الدوري على مصراعيه لنادي روما للحصول عليه بعد سيطرة واضحة للإنتر، ولكن الإنتر استغل خسارة روما في ملعبه أمام سمبدوريا، وعاد إلى الصدارة بفارق نقطتين وبقي الصراع حتى المرحلة الأخيرة والذي ختمها الأنتر بفوز أمام سيينا بهدف لميليتو.

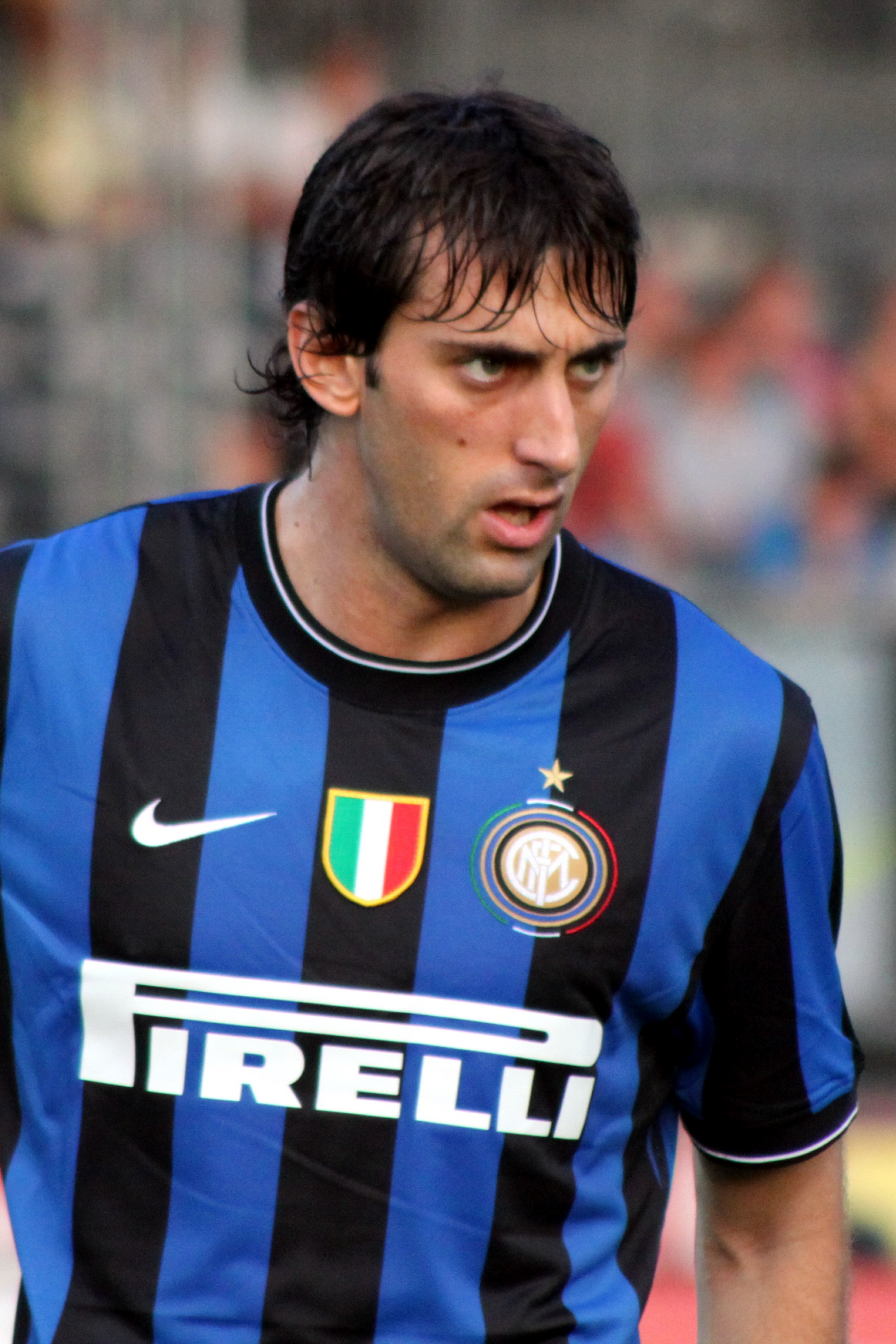
دييغو ميليتو صاحب هدفي الفوز في نهائي دوري أبطال أوروبا 2010.

لم يكن الأنتر في رأي النقاد والمحللين مرشحا للفوز ببطولة دوري أبطال أوروبا، فبدأ مشواره الأوروبي في المجموعة السادسة مع كل من فريقي روبين كازان الروسي ودينامو كييف الأوكراني ونادي برشلونة الإسباني، وكان مشوارا صعبا لأنه أنهى مباراياته الثلاث متعادلا في كل منها، وخسارته للمباراة الرابعة أمام برشلونة، ولكنه استطاع العودة والفوز على دينامو كييف بنتيجة (2–1) وروبين كازان بنتيجة (2–0) ليتأهل في المركز الثاني مع برشلونة المتصدر. في الدور 16 أبان الإنتر أنه من الكبار بعد أن فاز على تشيلسي بنجومه الكبار يتقدمهم العاجي دروغبا، ذهابا (2–1)، وإيابا (0–1) ليتأهل للدور الثمانية، ويلتقي بفريق روسي طامح لأول مرة ألا وهو سيسكا موسكو، ولكن الأنتر فاز في الذهاب بـملعب جوزيبي مياتسا بنتيجة (1–0) وإيابا بنفس النتيجة بهدفي الهولندي ويسلي شنايدر، ليتأهل إلى دور الربع النهائي ليلاقي نادي برشلونة الإسباني.
في الدور الربع النهائي، جميع التوقعات كانت تصب لصالح الفريق الذي حقق السداسية التاريخية، نادي برشلونة، لكن الأنتر فاجأهم بفوز صعب في معقلة الـسان سيرو بـنتيجة (3–1) بتوقيع كل من شنايدر ومايكون وميليتو، والعودة من معقل الكامب نو بخسارة (0–1) بعد تطبيق المدرب البرتغالي جوزيه مورينهو لخطة الكاتيناشيو، ويضمن التأهل بنتيجة المبارتين (3–2). التقى إنتر ميلان في نهائي مدريد في معقل المدريدين ملعب سانتياغو برنابيو بفريق بايرن ميونخ الألماني وفاز عليه أداءً ونتيجةً بهدفي دييغو ميليتو في الدقيقة 39 والدقيقة 70، ليعود اللقب للأنتر بعد 45 سنة من المعاناة وبواسطة المدرب البرتغالي القدير جوزيه مورينهو الذي أعاد البسمة لرئيس الإنتر ماسيمو موراتي وجماهير النيراتزوري.

إنتر ميلان حقق كأس دوري أبطال أوروبا بعد غياب أكثر من 40 سنة.

بعد المجد الأوروبي حقق الإنتر كأس السوبر الإيطالي على حساب منافسيه اللدود روما وفاز عليه بـ (3–1) بتوقيع غوران بانديف وثنائية صامويل إيتو. وطمع الإنتر على تحقيق السداسية مثل برشلونة الإسباني، فواجه في نهائي كأس السوبر الأوروبي نادي أتلتيكو مدريد الذي فاز في الدوري الأوروبي 2009–2010، وأقيم اللقاء على ملعب لويس الثاني في موناكو يوم 27 أغسطس 2010، وانتهى بخسارة الإنتر بنتيجة (2–0). وفي أواخر عام 2010 تمكن الإنتر من تحقيق كأس العالم للأندية في مدينة أبوظبي الإماراتية بعدما قاد أفضل لاعب في البطولة الأسد الكاميروني صامويل إيتو الفريق للفوز في المباراة النهائية على نادي تي بي مازيمبي الكونغولي بنتيجة (3–0) بأداء أكثر من رائع. وتوج باللقب للمرة الأولى في تاريخ بعدما فاز بنفس النتيجة (3–0) على بطلي آسيا وأفريقيا،

### الفترة الحالية
في صيف 2010 وبعد رحيل المدرب جوزيه مورينيو لتدريب نادي ريال مدريد الأسباني، قام الإنتر بالتعاقد مع المدرب الإسباني رافائيل بينيتيز بديلاِ له، لكن وسبب النتائج السلبية، تم إِنهاء العلاقة بين النادي ورافائيل بينيتيز في 23 ديسمبر 2010، بعد ما ألغى المدرب الإسباني عقده بالتراضي مع الإنتر. في 29 من ديسمبر 2010، وقع مدرب أي سي ميلان السابق ليوناردو أرواخو على عقد مع الأنتر حتى عام 2012. لكنه لم يستمر إلا لموسم واحد حقق خلالة لقب وحيد، وهو لقب كأس إيطاليا.
في مباراة نابولي المتأخرة، كشف نادي إنتر ميلان عن الكؤوس الخمسة بالإضافة حصل رئيس النادي ماسيمو موراتي وقائد الفريق خافيير زانيتي على شارة أبطال كأس العالم للأندية، تكريماً لنجاح الفريق عام 2010. وبدءاً من مباراة التي واجه فيها الإنتر نادي نابولي، سيحمل كل لاعبي النيرازوري شارة أبطال الفيفا على قمصانهم في كل لقاء يخوضونه حتى نهاية بطولة كأس العالم للأندية الفيفا 2011 التي استضافتها اليابان. تعاقب على خلافة ليوناردو أرواخو كل من أندريا ستراماتشوني وكلاوديو رانييري لكنهم لم يحققوا أي شيء يذكر وتم إقالتهم في نهاية الموسم. وفي موسم 2013–14 تم التعاقد مع مدرب نادي نابولي المدرب والتر ماتزاري.
وفي أكتوبر 2013، أعلن الرئيس ماسيمو موراتي عن توصله لاتفاق مع رجل الأعمال الإندونيسي ايريك توهير يقتضي ببيع 70% من أسهم النادي بصفقة بلغت 501 مليون يورو. كذلك عُين فاسوني مديراً تنفيذياً في 30 مايو 2012 لنادي إنتر ميلان، خلفاٍ لسلفه إرنستو باوليلو. بعدها بسنتين فقط، وفي 18 سبتمبر 2015، أصدر نادي إنتر ميلان بياناً رسميا عبر موقعه على شبكة الإنترنت، اكد خلاله رحيل المدير العام ماركو فاسوني عقب انهيار العلاقة مع رئيس النادي ايريك توهير.، ليخلفهه بذلك المديو التنفيذي السابق لنادي مانشستر سيتي الإنجليزي مايكل بولينجبروك. وبتاريخ 6 أغسطس 2016، أقدمت شركة سانينغ سبورتس على شراء أغلب أسهم الميلان من ايريك توهير ومن شركة موراتي العائلية مقابل حوالي 270 مليون يورو وفق ما ورد على مدونتهم الرسمية. افتتح الموسم الأول من عهد المالكين الجدد افتتح بأداء ضعيف في المباريات الودية السابقة للمباريات الفعلية. في 8 أغسطس 2016 غادر المدرب روبيرتو مانشيني الفريق وحل مكانه فرانك دي بور. اللي لم يستمر طويلاً ليقدم استقالته هو والمدير التنفيذي الإنجليزي مايكل بولينجبروك. ثم يعين الإيطالي بيولي مدرباً للفريق، ويتم الاستعانة بصفة مؤقتة بنائب رئيس مجموعة سونينج يون ليو ليحل محل المدير التنفسذس المستقيل. ومن ثم مع نهاية موسم 2016–17 أقيل بيولي وتم التعاقد مع المدرب الإيطالي القادم من روما لوسيانو سباليتي، استمر سباليتي في قيادة الفريق لموسمين وأعاد فيهما الإنتر للمشاركة الأوروبية بعد غياب طويل، فقد تمكن في إنهاء موسمه الأول في المركز الرابع خلف يوفنتوس البطل ونابولي وروما بعد صراع طويل على المقعد الأوروبي الرابع فلم يحسم تأهله لدوري الأبطال الا في الجولة الأخيرة أمام لاتسيو خصمه المباشر آنذاك، أما في الموسم الثاني بعد العودة لدوري الأبطال انصاعت الإدارة لأوامره فأحضرت له طلباته في الميركاتو وكان على رأسها نجم روما البلجيكي رادجا ناينغولان، لكن الفرحة لم تدم طويلاً فالنادي خرج من البطولة من دور المجموعات حين وقع في أصعب مجموعة مع برشلونة الإسباني وتوتنهام الإنجليزي وبي آس في الهولندي، فتحصل على المركز الثالث خلف برشلونة وتوتنهام، مشواره في الدوري الأوروبي أيضاً لم يدم طويلاً فخرج من دور ال16 من آينتراخت فرانكفورت الألماني بعد التعادل سلبياً في ألمانيا ذهاباً والخسارة"1.0" في إيطاليا إياباً، وعلى الصعيد المحلي أتم موسمه في نفس المركز الرابع وبعد صراع آخر مع ميلان ولاتسيو وروما واتلانتا لم يُحسم إلا في الجولة الأخيرة حين ضمن الإنتر التأهل لدوري الأبطال بعد الفوز على إمبولي "2.1" بهدفي كيتا بالدي ورادجا ناينغولان، بعد نهاية الموسم وفي يونيو 2019 أعلن الإنتر عن إقالة المدرب لوتشيانو سباليتي والتوقيع مع مدرب تشيلسي السابق أنطونيو كونتي لخلافته.
وفي موسم 2023/ 2024 توج الإنتر بقيادة مدربه سيموني إنزاجي بلقبه رقم 20 لدوري الدرجة الأولى الإيطالي بعد فوزه على غريمه ميلان 2 / 1 ليحسم اللقب قبل 5 جولات من نهاية الموسم، ويستعيد اللقب الغائب عنه منذ موسم 2020 /2021، وينفرد بالمركز الثاني بقائمة أكثر الأندية المتوجة بالمسابقة.

## ملاعب النادي

### سان سيرو
ستاد جوزيبي مياتسا أو «سان سيرو»، كما يُطلق عليه عُشاق إيه سي ميلان، هو الملعب الرئيسي في مدينة ميلانو الإيطالية ويلعب عليه قطبي المدينة: إنتر ميلانو وإي سي ميلان. ويعتبر من أجمل ملاعب العالم وأكثرها استيعابا للجماهير حيث تصل طاقته الإستيعابية إلى 80,074 متفرج. سمي الملعب على اسم الأسطورة الكروية الإيطالية جوزيبي مياتسا والذي لعب للناديين.
بدأ إنشاء الملعب سنة 1925، وتحمّل رئيس إيه سي ميلان وقتها، «بييرو بيريلي»، كلفة إنشائه. صُمم الملعب على يد المهندس المعماري «أوليسي ستاكيني» وأشرف على التشييد المهندس المدني «ألبيرتو كوجيني». وسُمي باسم سان سيرو نسبة إلى اسم الكنيسة الموجودة في نفس الحي، وصُمم على طراز الملاعب الإنجليزية، حيث تميز بوجود أربع مدرجات قريبة منه وأجنحة رئيسية غُطيت بستائر، وكان قادراً على استيعاب 35,000 شخص. افتُتح المعلب يوم 19 سبتمبر 1926 بمبارة قوية بين قطبي المدينة انتهت لصالح الإنتر بنتيجة 6–3. بينما لعب منتخب إيطاليا لكرة القدم أولى لقاءاته يوم 20 فبراير 1927 أمام منتخب تشيكوسلوفاكيا لكرة القدم وانتهت بالتعادل الإيجابي 2–2. وكان الملعب وقتها يخص نادي إي سي ميلان فقط بينما كان يلعب إنتر ميلان في ملعبه القديم "Civica".
وفي عام 1935 تمّ توسيع الملعب ليستوعب 55,000 متفرج، وفي نفس العام بيع الملعب إلى بلدية ميلانو. وفي عام 1940 تم البدء في ترميمه ليصل حجم الطاقة الاستيعابية له إلى 125,000 متفرج، الأمر الذي جعله الملعب الأكبر في العالم، وتم الانتهاء من الترميم في عام 1947. ومن الجدير بالذكر أن أشهر مباراة استضافها الملعب آنذاك هي مباراة في الدوري الإيطالي جمعت بين قطبي مدينة ميلانو: إيه سي ميلان وإنتر ميلان، وانتهت بنتيجة 6–5 لصالح الإنتر.
عام 1949، قرر الإنتر أن يُشارك إيه سي ميلان في ملعب سان سيرو وذلك قبل أن تُنشأ طبقة ثانية في المدرجات عام 1955 خافضةَ الطاقة الاستيعابية للملعب إلى 90,000 متفرج، ليكون بذلك أحد أكبر ملاعب أوروبا. في عام 1979 قرر مجلس بلدية ميلان بموافقة الإنتر وإيه سي ميلان تغيير مسمى الملعب إلى «جوزيبي مياتسا» الأسطورة الإيطالية ورمز نادي الإنتر في الثلاثينات والأربعينات والذي انتقل للميلان في آخر مواسمه قبل أن يعود مرة أخرى للإنتر.
لكن على رغم من ذلك، ما زالت جماهير الميلان تطلق على الملعب اسم سان سيرو، وذلك لأن «جوزيبي مياتسا» شارك في مباريات الإنتر بشكل أكبر ويُتعبر رمزا من رموزه. وقبل عام 1990، أي عندما استضافت إيطاليا نهائيات كأس العالم لعام 1990، تمّ تجديد الملعب بإضافة طبقة ثالثة للجماهير، كما تمّ إجراء بعض التعديلات في السقف والجوانب لتصل طاقة الملعب الاستيعابية لقرابة 85,500 شخص وليكون بهذا تحفة معمارية دائما ما تتفاخر بها جماهير أندية ميلانو.

### مركز أنجلو موراتي
مركز أنجلو موراتي هو مركز تدريبات نادي إنتر ميلان الإيطالي، وهو موجود في خارج منطقة أبيانو جنتلي بـمقاطعة كومو التي تبعد تقريبا ب40 كم شمال غرب مدينة ميلانو، أنشئ في عهد مالك النادي السابق أنجلو موراتي للاستعداد لموسم 1962/1961. وأستخدم بشكل مستمر لتدريب الفريق الأول منذ ذلك الحين. يتكون المركز من ثلاثة ملاعب، اثنان منها صغيرة الحجم، وإحداها تتكون أرضيته من العشب الاصطناعي المعروفة بسهولة هلكها وله سقف متحرك لحمايته من الظروف الجوية كالأمطار والرياح العاتية والثلوج والمعروفة باسم «القفص»، ومساحة الملعب 48 م*26م، وتحيط به الأسوار من كل الجهات لحفظ الأمن والهدوء والتركيز في التدريب.

## رموز النادي

### الشعار والألوان
شعار النادي التاريخي الأول، تم رسمه من طرف أحد مؤسسي النادي وهو الرسام الإيطالي جورجيو ميجياني، والذي استخدم اللون الذهبي والأسود والأبيض، أنها كانت الألوان الوحيدة المتوفرة على لوح ألوان الرسام الشهير، وكان التصميم عبارة عن بداية كلمات اسم النادي (F.C.I.M) باللون الأبيض على خلفية مؤلفة من دائرة ذهبية تحيط بها دائرتين سوداء وزرقاء. تم التخلي عن هذا الشعار عام 1928 بعد دمج النادي مع نادي أخر في مدينة ميلانو، وتغير الشعار إلى دائرة زرقاء مركزية بها درعين أحدهما فيه أفعى والأخر شعار مدينة ميلانو، وأستخدم هذا الشعار فقط في الشعبة الأولى 1928–1929.

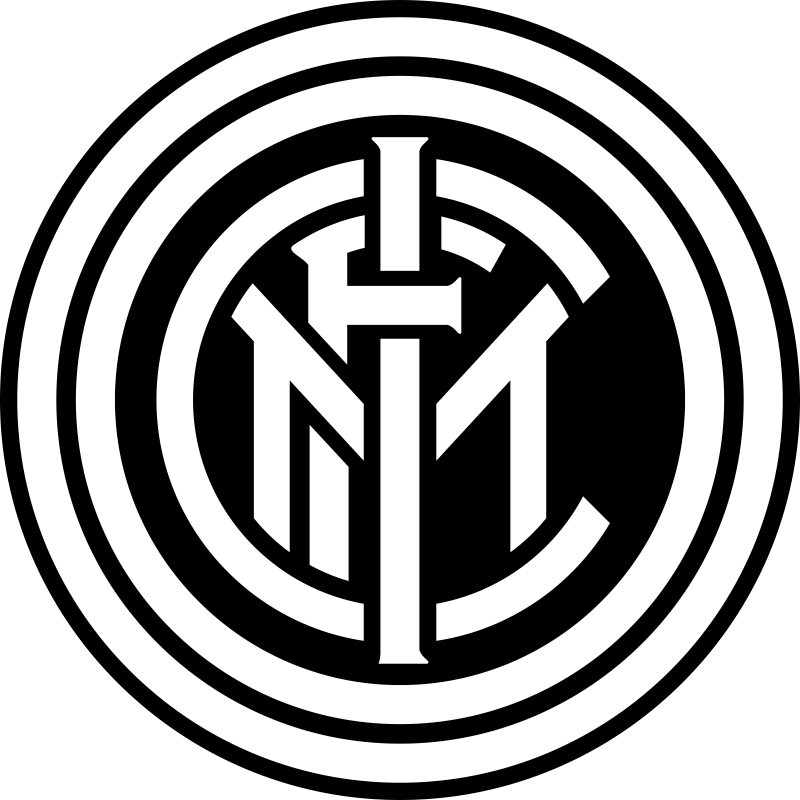
1908–1928
1963–1979
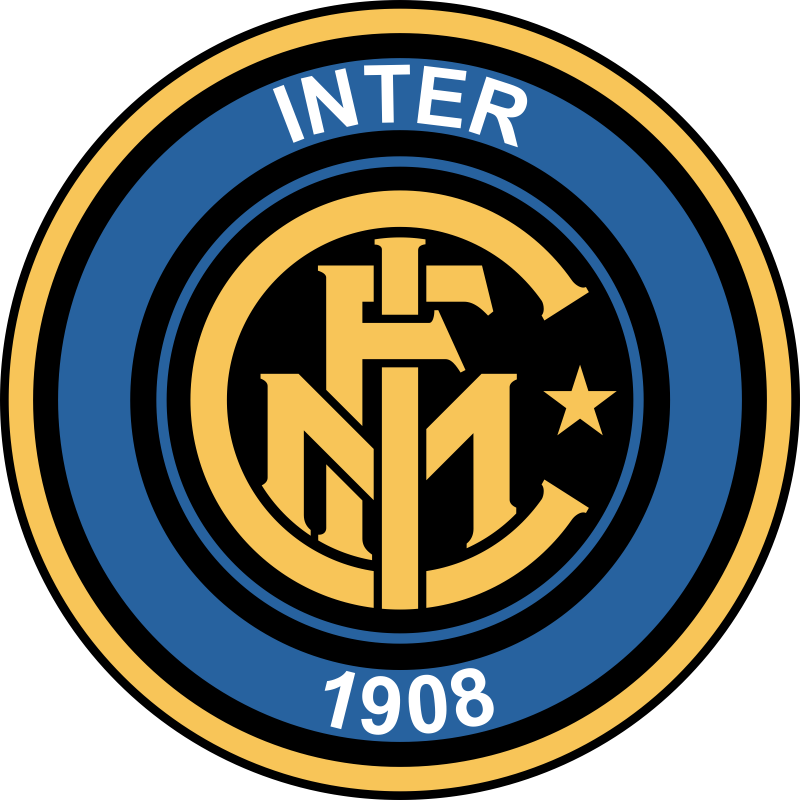
1998–2007
2007–2014
2014–2021
2021–الآن

وتعرض بعدها شعار الإنتر لكثير من التغييرات حتى عام 1994 بعد استعادة الشكل الأصلي للشعار المصمم منذ عصر الرسام الشهير جورجيو ميجياني مع إضافة التعديلات الطفيفة كالدوائر الزرقاء العديدة، حتى عام 2007 رجع نادي الإنتر للشعار الأصلي الأول الذهبي والأسود والأبيض مع إضافة شعار النبالة المتباعد عن القمة بمنحنيين ذهبيين، في حين أنه مكتوب فوق الشعار: 1908–2008،
| الفترة    | مقدم القميص    | الراعي |
| --------- | -------------- | --- |
| 1979–1981 | بوما           | |
| 1981/1982 | بوما           | إينو–هيت |
| 1982–1986 | ميك سبورت      | ميسيورا |
| 1986–1988 | لو كوك سبورتيف | ميسيورا |
| 1988–1991 | أوهيل سبورت    | ميسيورا |
| 1991/1992 | امبرو          | فيت–غار |
| 1992–1995 | امبرو          | فيوريتشي |
| 1995–1998 | امبرو          | بيريللي |
| 1998–2021 | نايكي          | بيريللي |
| 2021–2022 | نايكي          | - سوسيوس.كوم (المباراة الرسمية) - ديجيتال بيتس (كم قميص) - لينوفو (ظهر القميص)                                                           |
| 2022–2023 | نايكي          | - ديجيتال بيتس (مباراة رسمية حتى أبريل 2023) - باراماونت+ (مباراة رسمية ضد تورينو ومانشستر سيتي) - إيباي (كم قميص) - لينوفو (ظهر القميص) |
| 2023–2024 | نايكي          | - باراماونت+ (المباراة الرسمية) - إيباي (كم قميص) - يو باور (ظهر القميص)                                                                 |
| 2024–     | نايكي          | - بيتسون سبورت (المباراة الرسمية) - GATE.io (كم القميص) - يو باور (ظهر القميص)                                                           |

علم دوقية ميلانو التاريخية

عندما إنفصل نادي الإنتر عن نادي أي سي ميلان أيقن جورجيو ميجوياني الرسام المشهور وأحد مؤسسي نادي الإنتر أنه يجب أن يكون هناك لباس خاص لنادي الإنتر فقرر الجميع وقتها اختيار اللون الأزرق والأسود لباسا ً لـ ألوان النادي، اختيار هذه الألوان بناء ً على فكرة وليست هباء حيث ترمز الألوان إلى السماء والليل. وقتها الجميع أعطاه لقب النيراتزوري، بناء ً على ألوانه الزرقاء والسوداء وفي عام 1928 تم تغيير ألوان قميص النادي مع تغيير اسم النادي (تم تغيير اسم النادي إلى Sports Association Ambrosiana) إلى ألوان ميلان (الأبيض والأحمر) ومنذ ذلك العام إلى عام 1934 كانت هذه هي ألوان نادي الإنتر قبل أن تعيد إدارة نادي الإنتر الألوان الرسمية الزرقاء والسوداء إلى قميصه.
في عام 1998 و2005 و2007 تم اعتماد قميص ثالث لـ يكون لباس ثالث للإنتر، القميص الثالث أتى بطلب من الراعي الرسمي للإنتر في ذلك الوقت شركة بيريللي للإطارات، في عام 1998 بيريللي قدمت القميص كـ هدية بسبب ربح نادي الإنتر بطولة كأس الاتحاد الأوربي في ذلك الوقت، وفي الموسم الذي يليه تخلى الفريق عن تلك الفكرة. في مئوية نادي الإنتر سنة 2008 النادي اختار لباسه الثاني شعار ميلان، ولبس الفريق تلك الفانيلة لأول مرة عندما ربح النسخة 15 للدوري الإيطالي.
في 20 مارس 2021، أزاح نادى إنتر ميلان الإيطالى الستار عن شعاره الجديد، الذي سوف يتم العمل به خلال الفترة المقبلة ووضعه على قمصان وتيشيرتات الفريق، وتضمن الشعار الجديد 3 ألون، هي الأزرق والأبيض والأسود، مع وضع رموز حرفى “I”  و “M” وهي اختصارا لاسم النادى انتر ميلان.

### الأفعى
تستخدم الحيوانات بكثرة في الأندية الإيطالية، ويلقب نادي إنتر ميلان باسم الأفاعي وهي رمز ميلان، والتي تظهر في العادة في أعلام النبلاء وهو رمز يشتهر وجودها على شعار النبالة لمجلس سفورزا (الذين حكموا إيطاليا من ميلانو خلال فترة عصر النهضة)، ميلان، دوقية ميلانو التاريخية (400 دولة من الإمبراطورية الرومانية المقدسة)، وأنسيبيريا (الدولة الإقليمية التاريخية التي تقع في منطقة مدينة ميلانو). وفي موسم 2010–2011 قام نادي إنتر ميلانو باستحداث فانيلة تحمل الرمز التاريخي للمدينة بألوان النيرازوري.

### الأغنية الرسمية
الأغنية الرسمية لنادي إنتر ميلان تدعى «هناك فقط الإنتر» (C'è solo l'Inter)، وهي أغنية مصممة وألفها وأنتجها نجم البوب الإيطالي إليو عام 2002 الأغنية الرسمية لنادي إنتر ميلان مكرسة فعليا لنائب الرئيس الراحل جوسيب بريسكو، ومنحت عائدات بيع الألبوم لدعم الأنشطة الإنسانية في حالات الطوارئ. الأغنية الرسمية الثانية لنادي إنتر ميلان تدعى بـ«الإنتر المجنون» (Pazza Inter)، الأغنية التي أداها هذه المرة لاعبي نادي إنتر ميلان بقيادة العميد الأرجنتيني خافيير زانيتي وسجلت يوم 22 أغسطس 2003.

## جماهير النادي

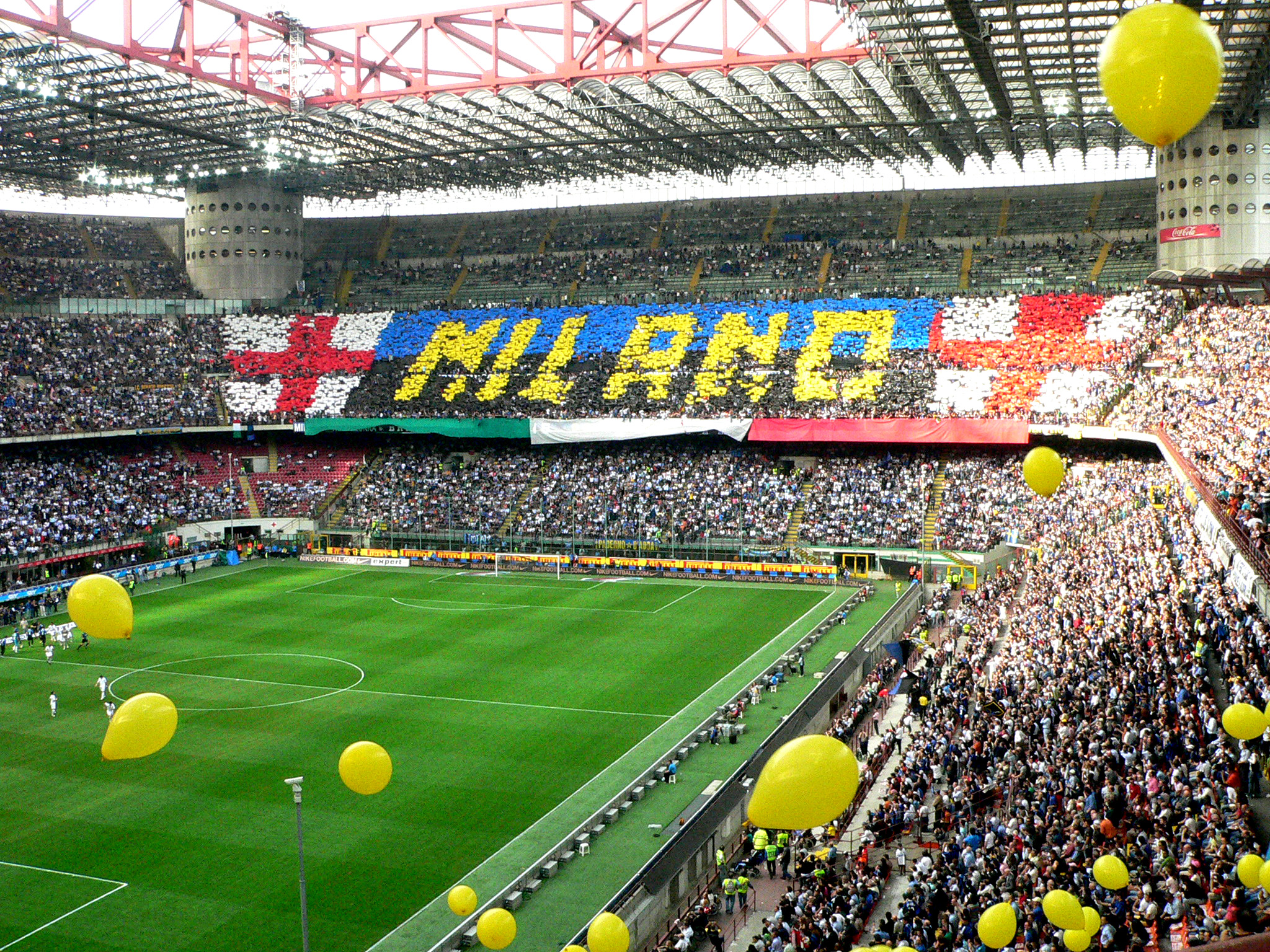
لافتة ضخمة منشئة من طرف مشجعي الإنتر في ملعب جوزيبي مياتسا.

تعتبر جماهير إنتر ميلان من أكبر القواعد الجماهيرية الموجودة في إيطاليا طبقاِ لأبحاث صحيفة لا ريبوبليكا الإيطالية. ووفقا لأحدث دراسة أجرتها شركة ديموس بي، ونشرت في سبتمبر 2012، مفادها أن 14.5% من الإيطاليين يشجعون الإنتر، مما يجعله في المركز الثالث من حيث الجماهيرية. ووفقا لتقرير من قبل الشركة الألمانية لتسويق التحقيقات رياضة والذي نشر في عام 2010، هناك 17.5 مليون مؤيد في أوروبا، و9.3 ملايين مشجع في قارة أمريكا الجنوبية. وعلى الرغم من تلك الأرقام إلا أن أكبر تمركز لمشحعين الفريق يقع في مدينة ميلانو، فينتمي أكثرهم إلى الطبقة المتوسطة البرجوازية، عكس أنصار نادي إيه سي ميلان التي هي من الطبقة الكادحة والعاملة. وتمثل «البويز سان» مجموعة التراس الإنتر والتي لديها مكانة هامة وعظيمة لدى أوساط الألتراسات بشكل عام نظراً لأنها أحد أقدم الألتراسات على الإطلاق، والتي تأسست في عام 1969.
وبالإضافة إلى المجموعة الرئيسية «بويز سان» فإن هناك أربع رابطات أخرى غيرها وهي: " Viking، Irriducibili، Ultras، and Brianza Alcoolica ". ومن المعروف مشجعين الإنتر الأكثر صخباً يجتمعون في مدرجات الكورفانورد "Curva Nord" أو المدرج الشمالي لملعب جوزيبي مياتسا، وهذا التقليد يأدى منذ فترة طويلة إذ أن أكبر ألتراسات النادي في هذا المدرج، وهي التي تتكفل باليافطات واللافتات وإبراز الأعلام الكبيرة في محاولة لدعم الفريق وإظهار المحبة للنادي.
لنادي الإنتر لمنافسين في كرة القدم الإيطالية، أول تلك المنافسات مع إيه سي ميلان ويطلق عليها ديربي ميلان، وللديربي أسماء عديدة أهمها ديربي الغضب  وديربي ميلانو  وديربي ديلا المادونينا، تكريما لأحد المعالم الرئيسية لمدينة ميلانو، وهو تمثال لمريم العذراء الموضوع على قمة كاتدرائية ميلانو، والذي يسمى عادة «المادونينا». المنافس الأخر هو يوفنتوس وتعرف تلك المنافسة باسم ديربي إيطاليا، فحتى عام 2006 عندما وقعت فضيحة كرة القدم الإيطالية، والتي شهد هبوط يوفنتوس، أصبح الانتر النادي الوحيد الذي لم يهبط لدوري المظاليم.

## تشكيلة الفريق الحالية

### الفريق الأول

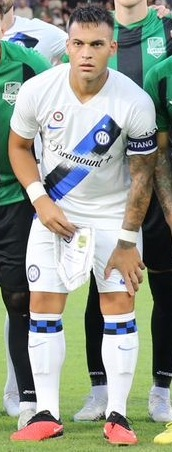
لاوتارو مارتينيز قائد الفريق

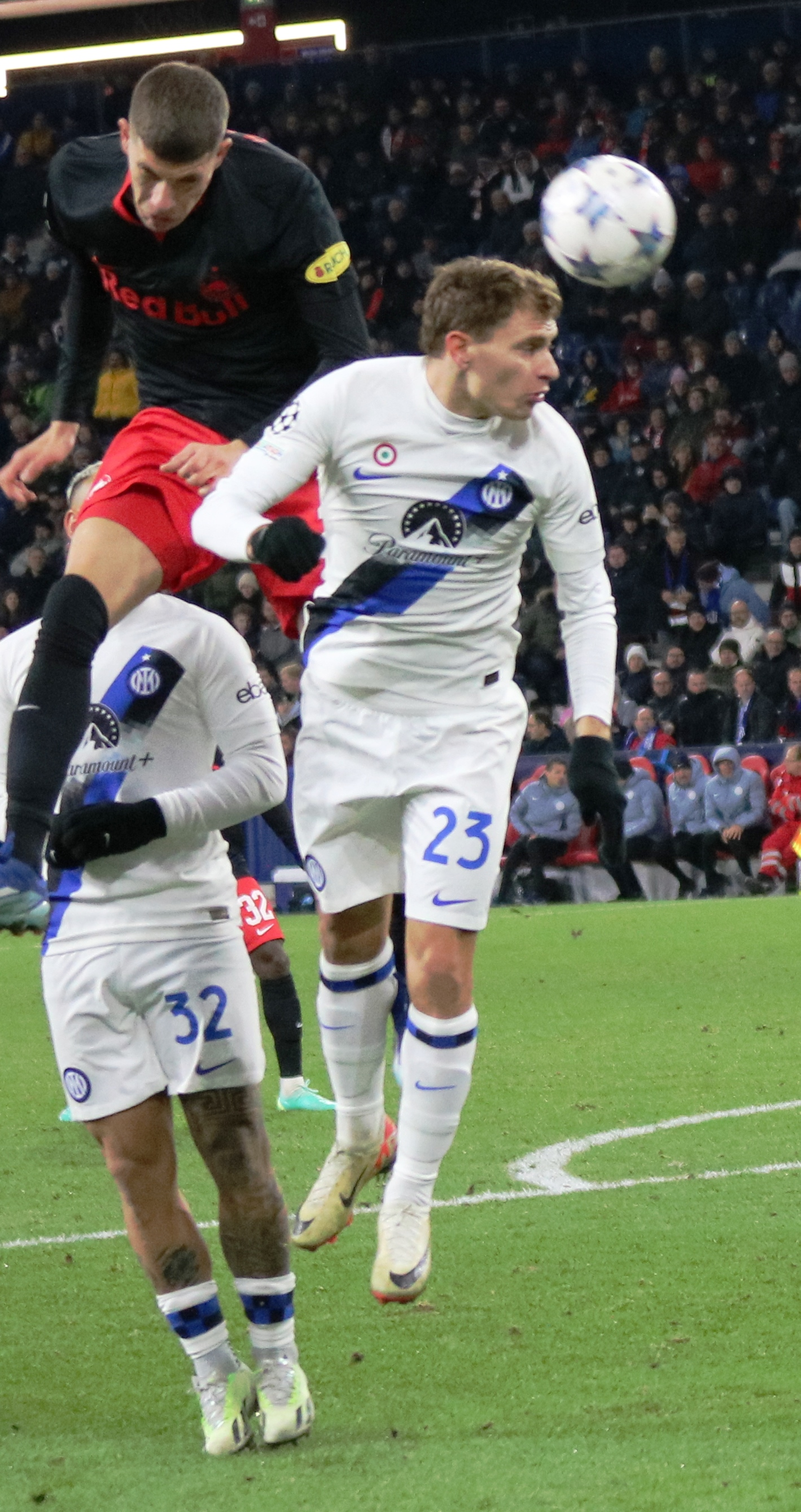
نيكولو باريلا نائب القائد

آخر تحديث 11 سبتمبر 2024.
ملاحظة: تشير الأعلام إلى المنتخب بحسب قواعد الأهلية المعتمدة من قبل الفيفا؛ تنطبق بعض الاستثناءات المحدودة. وقد يحمل اللاعبون أكثر من جنسية لا تعترف بها الفيفا.
| الرقم | البلد     | المركز | اللاعب            |
| ----- | --------- | ------ | ----------------- |
| 1     | سويسرا    | حارس   | يان سومر          |
| 2     | هولندا    | مدافع  | دينزل دومفريس     |
| 6     | هولندا    | مدافع  | ستيفان دي فري     |
| 7     | بولندا    | وسط    | بيوتر زيلينسكي    |
| 8     | النمسا    | مهاجم  | ماركو أرناوتوفيتش |
| 9     | فرنسا     | مهاجم  | ماركوس تورام      |
| 10    | الأرجنتين | مهاجم  | لاوتارو مارتينيز  |
| 11    | الأرجنتين | مهاجم  | خواكين كوريا      |
| 12    | إيطاليا   | حارس   | رافاييل دي جينارو |
| 13    | إسبانيا   | حارس   | جوسيب مارتينيز    |
| 15    | إيطاليا   | مدافع  | فرانسيسكو أتشيربي |
| 16    | إيطاليا   | وسط    | دافيد فراتيسي     |
| 17    | كندا      | وسط    | تاجون بوكانان     |

| الرقم | البلد     | المركز | اللاعب              |
| ----- | --------- | ------ | ------------------- |
| 20    | تركيا     | وسط    | هاكان تشالهان أوغلو |
| 21    | ألبانيا   | وسط    | كريستيان أسلاني     |
| 22    | أرمينيا   | وسط    | هنريخ مخيتاريان     |
| 23    | إيطاليا   | وسط    | نيكولو باريلا       |
| 28    | فرنسا     | مدافع  | بنجامين بافار       |
| 30    | البرازيل  | مدافع  | كارلوس أوقستو       |
| 31    | ألمانيا   | مدافع  | يان بيسيك           |
| 32    | إيطاليا   | مدافع  | فيديريكو ديماركو    |
| 36    | إيطاليا   | مدافع  | ماتيو دارميان       |
| 42    | الأرجنتين | مدافع  | توماس بالاسيوس      |
| 95    | إيطاليا   | مدافع  | أليساندرو باستوني   |
| 99    | إيران     | مهاجم  | مهدي طارمي          |

### لاعبون آخرون
ملاحظة: تشير الأعلام إلى المنتخب بحسب قواعد الأهلية المعتمدة من قبل الفيفا؛ تنطبق بعض الاستثناءات المحدودة. وقد يحمل اللاعبون أكثر من جنسية لا تعترف بها الفيفا.
| الرقم | البلد    | المركز | اللاعب         |
| ----- | -------- | ------ | -------------- |
| —     | البرازيل | حارس   | غابرييل برازاو |
| —     | البرازيل | مدافع  | دالبرت هنريكي  |
| —     | إيطاليا  | وسط    | جاكوبو جيانيلي |
| —     | فرنسا    | وسط    | لوسيان آغومي   |

| الرقم | البلد   | المركز | اللاعب           |
| ----- | ------- | ------ | ---------------- |
| —     | إيطاليا | مهاجم  | أندريا بينامونتي |
| —     | إيطاليا | مهاجم  | إدي سالسيدو      |
| —     | إيطاليا | مهاجم  | ماتياس فونسيكا   |

### المُعارون
- تنتهي إعارة جميع اللاعبين في 30 يونيو 2023.[295]

ملاحظة: تشير الأعلام إلى المنتخب بحسب قواعد الأهلية المعتمدة من قبل الفيفا؛ تنطبق بعض الاستثناءات المحدودة. وقد يحمل اللاعبون أكثر من جنسية لا تعترف بها الفيفا.
| الرقم | البلد     | المركز | اللاعب                                     |
| ----- | --------- | ------ | ------------------------------------------ |
|       | إيطاليا   | حارس   | فابريزيو باغيريا (إلى نادي ريكاناتيسي)     |
|       | رومانيا   | حارس   | أندري رادو (إلى نادي كريمونيسي)            |
|       | صربيا     | حارس   | فيليب ستانكوفيتش (إلى نادي فولندام)        |
|       | كوسوفو    | مدافع  | أندي حوتي (إلى نادي فرايبورغ)              |
|       | إيطاليا   | مدافع  | لورينزو بيرولا (إلى نادي ساليرنيتانا)      |
|       | إيطاليا   | مدافع  | أليساندرو سيلفسترو (إلى نادي برو فيرتشيلي) |
|       | إيطاليا   | مدافع  | إدواردو سوتيني (إلى نادي تريستينا)         |
|       | بلجيكا    | مدافع  | زينهو فانهيوسدين (إلى إي زد ألكمار)        |
|       | إيطاليا   | مدافع  | دافيد زوغارو (إلى سانجوليانو سيتي)         |
|       | الأرجنتين | وسط    | فرانكو كاربوني (إلى نادي كالياري)          |
|       | إيطاليا   | وسط    | جيوفاني فابيان (إلى نادي ريجينا)           |
|       | النمسا    | وسط    | فالينتينو لازارو (إلى نادي تورينو)         |

| الرقم | البلد      | المركز | اللاعب                                   |
| ----- | ---------- | ------ | ---------------------------------------- |
|       | بلجيكا     | وسط    | تيبو بيرسين (إلى نادي كالياري)           |
|       | إيطاليا    | وسط    | ماركو بومبيتي (إلى نادي سودتيرول)        |
|       | إيطاليا    | وسط    | ستيفانو سينسي (إلى نادي مونزا)           |
|       | إيطاليا    | وسط    | نيكولو سكويزاتو (إلى نادي ريناتي)        |
|       | الأرجنتين  | وسط    | فرانكو فيزوني (إلى نادي برو باتاريا)     |
|       | الأرجنتين  | مهاجم  | فاكوندو كوليديو (إلى أتليتيكو تيغري)     |
|       | إيطاليا    | مهاجم  | سيباستيانو ايسبوسيتو (إلى رويال أندرلخت) |
|       | سويسرا     | مهاجم  | داريان ماليس (إلى نادي فروسينوني)        |
|       | إيطاليا    | مهاجم  | صامويل مولاتيري (إلى نادي فولندام)       |
|       | إيطاليا    | مهاجم  | ماتيو بوليتانو (إلى نادي نابولي)         |
|       | الأوروغواي | مهاجم  | مارتن ساتريانو (إلى نادي إمبولي)         |

## أبرز اللاعبين في تاريخ النادي

### الأرقام المجمدة
- 3 –  جاشينتو فاكيتي – ظهير أيمن، 1960–1978(تم تكريمه بعد الوفاة)، هذا الرقم سٌحب يوم 8 سبتمبر 2006، وكان أخر لاعب ارتدى الرقم قبل سحبه هو الأرجنتيني نيكولاس بورديسو والذي استبدل رقمه برقم 16 بقية الموسم.[296]
- 4 –  خافيير زانيتي – مركز الوسط الدفاعي، 1995–2014

### الجوائز الفردية
| - لوثار ماثيوس (1991) - رونالدو (1997) - رونالدو (2002) | - لوثار ماثيوس (1990) - رونالدو (2002) | - لوثار ماثيوس (1990) - رونالدو (1997) |

### هداف الكالتشيو (كابوكانونييري)
| - 1909–10: إرنست بيترلي (25) - 1913–14: لويجي كوفينيني (37) - 1914–15: إميليو أجرادي (31) - 1919–20: لويجي كوفينيني ([23) - 1926–27: أنتوني بولوني (22) - 1929–30: أنتونيو فالنتين أنجلو (33) | - 1935–36': جوزيبي مياتسا (25) - 1937–38: جوزيبي مياتسا (20) - 1948–49: استيفان نييرس (26) - 1958–59: أنتونيو فالنتين أنجلو (31) - 1964–65: ساندرو ماتسولا (17) | - 1970–71: روبيرتو بونينسنيا (24) - 1971–72: روبيرتو بونينسنيا (22) - 1948–49: ألدو سيرينا (22) - 2002–03: كريستيان فييري (24) - 2008–09: زلاتان إبراهيموفيتش (25) - 15-2014: ماورو إيكاردي (22) - 18-2017: ماورو إيكاردي (29) - 24-2023: لاوتارو مارتينيز (24) |

### عالم الشهرة
| منذ تأسيس النادي سنة 1908 إلى 1950 |

| - كاميلو أشيلي - إرمانو أيبي - إميليو أجرادي - لويجي أليماندي - فاس ويلكس | - جينو أرمانو - فيرجيليو فوساتي - كارميلو بيونوكوري - ألدو كامباتيلي - لويجي كوفينيني | - جوسيبي فوساتي - إيغو لوكاتيلي - جوزيبي فياني - أنتونيو بلاسوفيتش | - أميدو أمادي - أنتونيو فالنتين أنجليو - جوزيبي مياتسا - / أتيليو ديماريا |

| من عام 1950 إلى 1970 |

| - جيورجيو غوزي - جيوفاني غياموكازي - فلوفيو نيستي - جينو أرمانو - بينيتو لورينزي | - تارشيزيو بورغنيتش - لورينزو بوفون - جياشينتو فاكيتي - أريستيدي غوارنيري - روبيرتو بونينسنيا | - أرماندو بيتشي - ساندرو ماتسولا - ماريو كورصو - جيليانو سارتي | - جاير دا كوستا - لونارت سكونغلد - استيفان نييرس - لويس سواريز ميرامونتيس |

| من عام 1970 إلى 1990 |

| - ليدو فييري - غابرييلي أوريالي - جوزيبي بيرغومي - أليساندرو ألتوبيلي - إيفاريستو بيكالوسي | - والتر زينغا - جوزيبي باريزي - ريكاردو فيري - ألدو سيرينا - كارلو ميرارو | - أندرياس بريمه - يورغن كلينسمان - لوثار ماثيوس - هانسي مولر - كارل هاينز رومينيغه | - رامون دياز - دانييل باساريلا - إيفانو بوردون - جيامباورو ماريني - ليام برادي |

| من عام 1990 إلى 2000 |

| - دينو باجيو - نيكولا بيرتي - أليساندرو بيانكي - ماركو برانكا - دينيس بيركامب | - لويجي دي بيادجو - روبيرتو باجيو - أنجلو بيروتسي - روبيرتو كارلوس - ويم جونك | - روبن سوزا - بول إنس - أرون وينتر - سالفاتوري سكيلاتشي - دييغو سيميوني | - يوري دجوركاييف - لوران بلان - تاريبو ويست - رونالدو - إيفان زامورانو |

| من عام 2000 حتى الآن |

| - هاكان شوكور - إيمري بيلوزوغلو - ماركو ماتيرازي - فرانشيسكو تولدو - أوبافيمي مارتينز - محمد كالون - سينسا ميهالوفيتش - غابرييل باتيستوتا | - نيكولاس بورديسو - خوان سيباستيان فيرون - هرنان كريسبو - خوليو كروز - والتر صامويل - ألفارو ريكوبا - أدريانو - لويس فيغو | - خوليو سيزار - دوغلاس مايكون - ماكسويل أندرادي - إستيبان كامبياسو - باتريك فييرا - ديان ستانكوفيتش - زلاتان إبراهيموفيتش - ماريو بالوتيلي | - لوسيو - كريستيان تشيفو - ويسلي شنايدر - دييغو ميليتو - صامويل إيتو - جيامباولو بازيني - ماورو زاراتي - دييغو فورلان |

## رؤساء النادي
هذه قائمة رؤساء النادي منذ رئاسة جيوفاني باراميتيوتي سنة 1908:
| - 1908–1909: جيوفاني باراميتيوتي - 1910–1909: إتوري ستراوس - 1912–1910: كارلو دي ميديشي - 1914–1912: إميليو هيزريل - 1914: لويجي أسبانشر - 1914–1919: جوزيبي دي ماردون - 1919–1920: جورجو هولس | - 1920–1923: فرانشيسكو ماوري - 1923–1926: إرنيكو أوليفيتي - 1926–1929: سيناتوري بورليتي - 1929–1930: إرنيستو توريسيو - 1930–1932: أورستي سيمونيتي - 1932–1942: فردينادو بوزاني - 1942–1955: كارلو ماسيروني | - 1955–1968: أنجلو موراتي - 1968–1984: إيفانو فرايزلي - 1984–1995: إرنيستو بيليغريني - 1995–2004: ماسيمو موراتي - 2004–2006: جاشينتو فاكيتي - 2006–2013: ماسيمو موراتي - 2013–2018: إيريك توهير | - 2018–2024: ستيفين زهانغ - 2024–الآن: جوزيبي ماروتا |  |

## أبرز مدربي الفريق عبر التاريخ

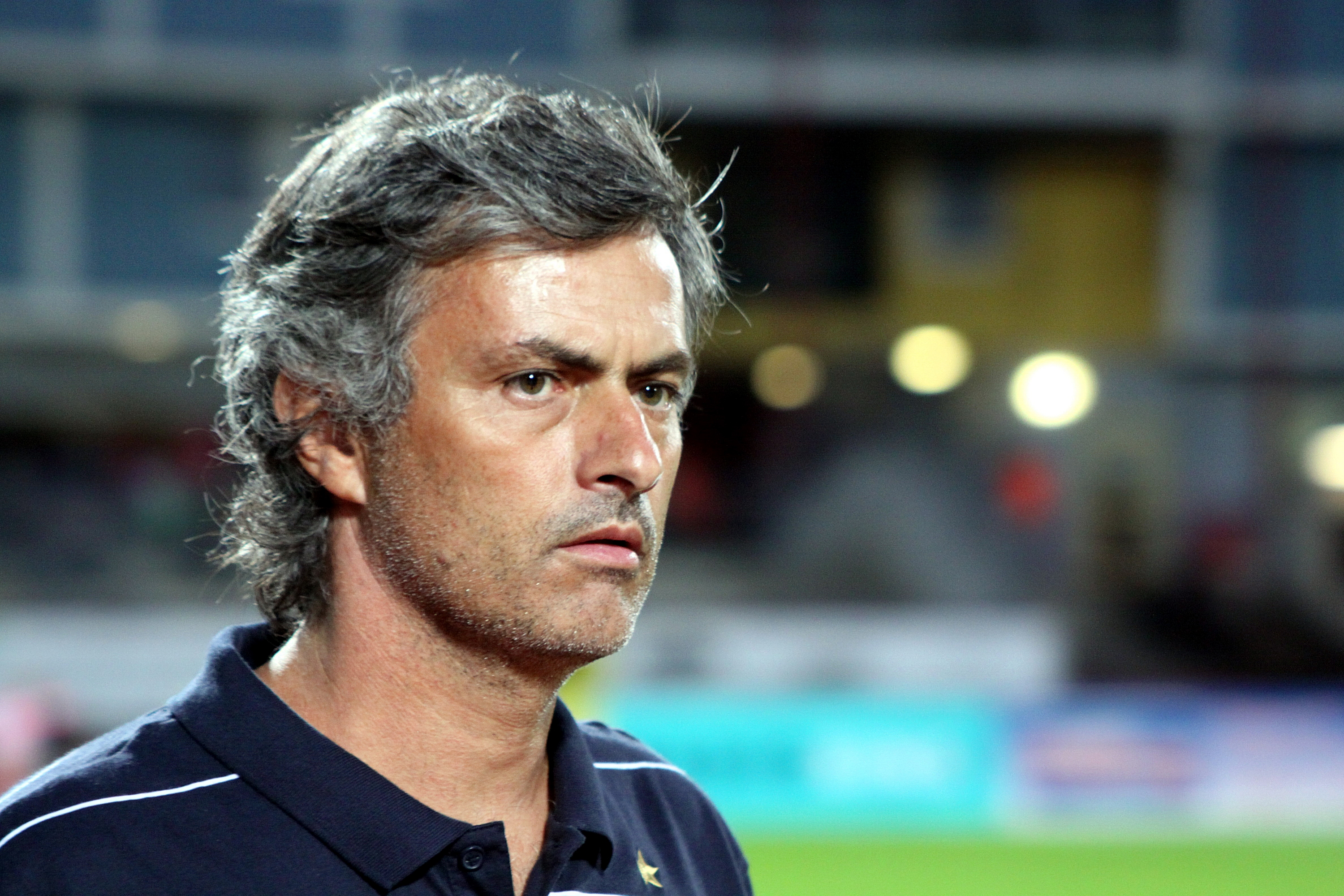
جوزيه مورينهو، الفائز بالثلاثية.

درب نادي إنتر ميلانو عبر التاريخ 59 مدرب، وكان أول مدرب للفريق بعد انشقاقه من نادي أي سي ميلان فيرجيليو فوساتي، وكان هيلينيو هيريرا أطول من قاد النادي في مدة تسع سنوات (ثمانية سنوات متتالية)، ويعتبر في نفس الوقت المدرب الأكثر نجاحا في تاريخ النادي بعد فوزه بثلاثة ألقاب الأسكوديتو ولقبي كأس الكؤوس الأوروبية وكأسي الإنتركونتيننتال، يليه المدرب الإيطالي روبيرتو مانشيني والذي توج بسبع يطولات محلية، حيث حصد على لقب الأسكوديتو ثلاث مرات، وحصد على لقب كأس إيطاليا مرتين، وعلى كأس السوبر الإيطالي مرتين.
ويعتبر المدرب جوزيه مورينهو الذي عين في 2 حزيران/يونيو 2008، ثاني أنجح مدرب على المستوى الأوربي والثالث في تاريخ الإنتر، بعد حصده لأول ثلاثية في التاريخ الرياضي الإيطالي بعد حصده للدوري الإيطالي وكأس إيطاليا ودوري أبطال أوروبا سنة 2010.
| الاسم[306]         | فترة            | الألقاب         | الألقاب     | الألقاب             | الألقاب                      | الألقاب         | الألقاب                                 | المجموع |
| الاسم[306]         | فترة            | محلي            | محلي        | محلي                | دولي                         | دولي            | دولي                                    | المجموع |
| الاسم[306]         | فترة            | الدوري الإيطالي | كأس إيطاليا | كأس السوبر الإيطالي | كأس أوروبا/دوري أبطال أوروبا | الدوري الأوروبي | كأس الإنتركونتيننتال/كأس العالم للأندية | المجموع |
| ------------------ | --------------- | --------------- | ----------- | ------------------- | ---------------------------- | --------------- | --------------------------------------- | ------- |
| فيرجيليو فوساتي    | 1909–1915       | 1               |             |                     |                              |                 |                                         | 1       |
| نينو ريسيجوتي      | 1919–1922       | 1               | 0           |                     |                              |                 |                                         | 1       |
| أرباد ويسز         | 1929–1931       | 1               |             |                     |                              |                 |                                         | 1       |
| أرماندو كاستيلاتزي | 1936–1938       | 1               | 0           |                     |                              |                 |                                         | 1       |
| توني كارنيللي      | 1938–1940       | 1               | 1           |                     |                              |                 |                                         | 2       |
| ألفريدو فوني       | 1952–1955       | 2               |             |                     |                              |                 |                                         | 2       |
| هيلينيو هيريرا     | 1960–1968، 1973 | 3               | 0           |                     | 2                            | 0               | 2                                       | 7       |
| جيوفاني إنفرنزي    | 1970–1973       | 1               | 0           |                     | 0                            | 0               | 0                                       | 1       |
| إيجينيو برسيللني   | 1977–1982       | 1               | 2           |                     | 0                            | 0               | 0                                       | 3       |
| جوفاني تراباتوني   | 1986–1991       | 1               | 0           | 1                   | 0                            | 1               | 0                                       | 3       |
| جيامبيرو باريني    | 1994            | 0               | 0           | 0                   | 0                            | 1               | 0                                       | 1       |
| لويجي سيموني       | 1997–1998       | 0               | 0           | 0                   | 0                            | 1               | 0                                       | 1       |
| روبرتو مانشيني     | 2004–2008       | 3               | 2           | 2                   | 0                            | 0               | 0                                       | 7       |
| جوزيه مورينيو      | 2008–2010       | 2               | 1           | 1                   | 1                            | 0               | 0                                       | 5       |
| رافاييل بينيتيز    | 2010            | 0               | 0           | 1                   | 0                            | 0               | 1                                       | 2       |
| ليوناردو           | 2010–2011       | 0               | 1           | 0                   | 0                            | 0               | 0                                       | 1       |
| أنطونيو كونتي      | 2019–2021       | 1               | 0           | 0                   | 0                            | 0               | 0                                       | 1       |
| سيموني إنزاغي      | 2021–2025       | 1               | 2           | 3                   | 0                            | 0               | 0                                       | 6       |
| كريستيان كيفو      | 2025–الآن       | 0               | 0           | 0                   | 0                            | 0               | 0                                       | 0       |
| المجموع            | 1909–           | 20              | 9           | 8                   | 3                            | 3               | 3                                       | 46      |

## الإحصائيات

### أرقام الفريق

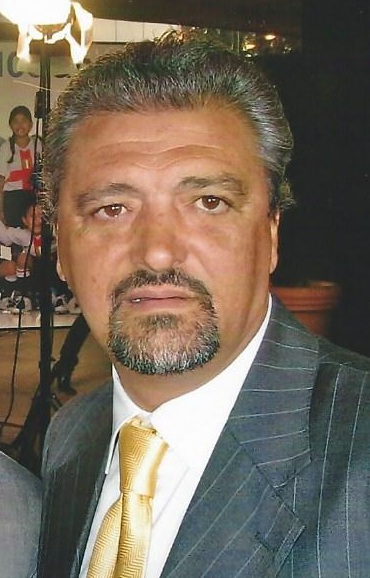
أليساندرو ألتوبيلي الهداف الثاني بتاريخ النادي برصيد 209 هدف

في 92 موسماً ومنذ موسم 1929–30، لعب الإنتر 92 مرة في بطولة الدوري الإيطالي. أنهى الإنتر البطولة بطلاِ لها 20 مرة، وصيفاً في 16 مرة، وفي المركز الثالث 17 مرة. إنتر ميلان هو الفريق الإيطالي الوحيد الذي لازال يلعب في دوري الممتاز ولم يهبط لاأي من الدرجات الثانية، وهو من الفرق الوحيدة الذي حققت الدوري خمس مرات متتالية (من 2005–06 إلى موسم 2009–10) بالمشاركة مع يوفنتوس وتورينو. أكبر انتصار حققه الفريق كان في 10 يناير 1915 على فريق نادي فيتشينزا بنتيجة 16–0، في حين تلقى افريق أسوأ هزيمة بتاريخ 10 يونيو 1961 بنتيجة 9–1 ضد يوفنتوس.
منذ في نهاية موسم 1988–89 من الإنتر وسجل حتى الآن أعلى نسبة من النقاط المتاحة: 85.29% من النقاط المتاحة في دوري الإيطالي (58 من أصل 68) في وقت كان الفريق الفائز يتحصل على نقطتين. وفي عام 2007، سجل الإنتر رقما قياسيا جديداً حيث وصل معدل النقاط في المباراة الواحدة إلى 2.48 نقطة في المباراة الواحدة (92 نقطة في 37 مباراة) في وقت كان الفريق الفائز يتحصل على 3 نقاط، وفي موسم 2006–07، حقق الإنتر 97 نقطة وسجل 17 انتصار متتالي.
على مستوى الكؤوس، يحتل انتر ميلان المركز الأول لعدد مرات الوصول للمباراة النهائية برصيد 23 مرة، يليه روما ويوفنتوس (22)، حيث وصل لنهائي كأس إيطاليا: 15 مرة (فاز باللقب 9 مرات) و13 مرات في كأس السوبر الإيطالي (حقق البطولة 8 مرات) أيضا، تأهل الإنتر لنهائي كأس السوبر الإيطالي 13 مرات متتالية سنوات: 1985، 2000، 2005، 2006، 2007، 2008، 2009، 2010، 2011، 2021، 2022، 2023 و2024.
على الصعيد الأوروبي، انتر ميلان هو الفريق الوحيد الذي توج بلقب دوري أبطال أوروبا في نفس الموسم الذي توج فيه بلقب الدوري الإيطالي، وكان ذلك في موسم 2009–10، وهو نفس الموسم الذي شهد فوز الفريق بالخماسية التاريخية بعدما حصل على الدوري الإيطالي وكأس إيطاليا وكأس السوبر الإيطالي ودوري أبطال أوروبا وكأس السوبر الأوروبي. وفي عام 1964 أصبح الإنتر أول فريق إيطالي يفوز بكأس أوروبية عندما فاز بلقب دوري أبطال أوروبا 1963–64، ويصبح بهذا الفريق الوحيد الذي حقق فقط الدوري الإيطالي، وكأس إنتركونتيننتال ودوري أبطال أوروبا في نفس العام.

### أرقام اللاعبين

#### الإكثر تسجيلاِ
يعتبر اللاعب الإيطالي جوزيبي مياتزا الهداف التاريخي للنادي بـرصيد 284 هدف في 408 مباراة رسمي لعبها خلال 14 قضاها مع الفريق، يتبعه اللاعب الإيطالي أليساندرو ألتوبيلي بـ209 هدف في 466 مباراة رسمية لعبها. بينما في المركز الثالث، فهناك روبيرتو بونينسنيا والذي سجل 171 هدفاً خلال 7 سنوات في صفوف الفريق الإيطالي.
الجدول التالي يبين أفضل عشرة هدافين للنادي الإيطالي على مر تاريخه:

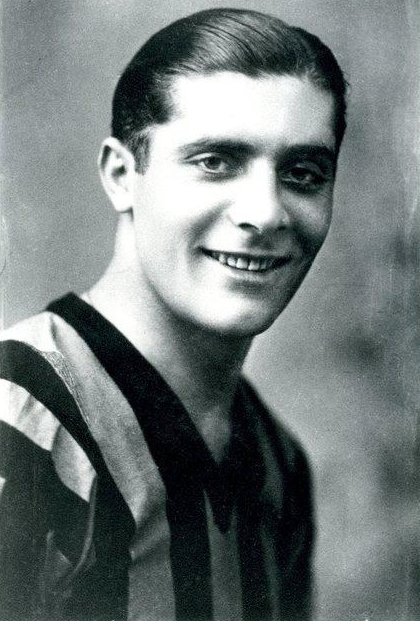
جوسيبي مياتزا هداف النادي التاريخي

| المرتبة | الجنسية   | الاسم              | السنوات                         | الأهداف |
| ------- | --------- | ------------------ | ------------------------------- | ------- |
| 1       | إيطاليا   | جوزيبي مياتزا      | 1927–1940 1946–1947             | 284     |
| 2       | إيطاليا   | أليساندرو ألتوبيلي | 1977–1988                       | 209     |
| 3       | إيطاليا   | روبيرتو بونينسنيا  | 1969–1976                       | 171     |
| 4       | إيطاليا   | لويجي كوفنيني      | 1912–1915، 1919–1921، 1922–1927 | 158     |
| 4       | إيطاليا   | ساندرو ماتسولا     | 1960–1977                       | 158     |
| 6       | الأرجنتين | لاوتارو مارتينيز   | 2018–حتى الآن                   | 151     |
| 7       | إيطاليا   | بينيتو لورينزي     | 1947–1958                       | 143     |
| 8       | المجر     | استيفان نييرس      | 1948–1954                       | 133     |
| 9       | الأرجنتين | ماورو إيكاردي      | 2015–2019                       | 124     |
| 10      | إيطاليا   | كريستيان فييري     | 1999–2005                       | 123     |

#### الأكثر مشاركة

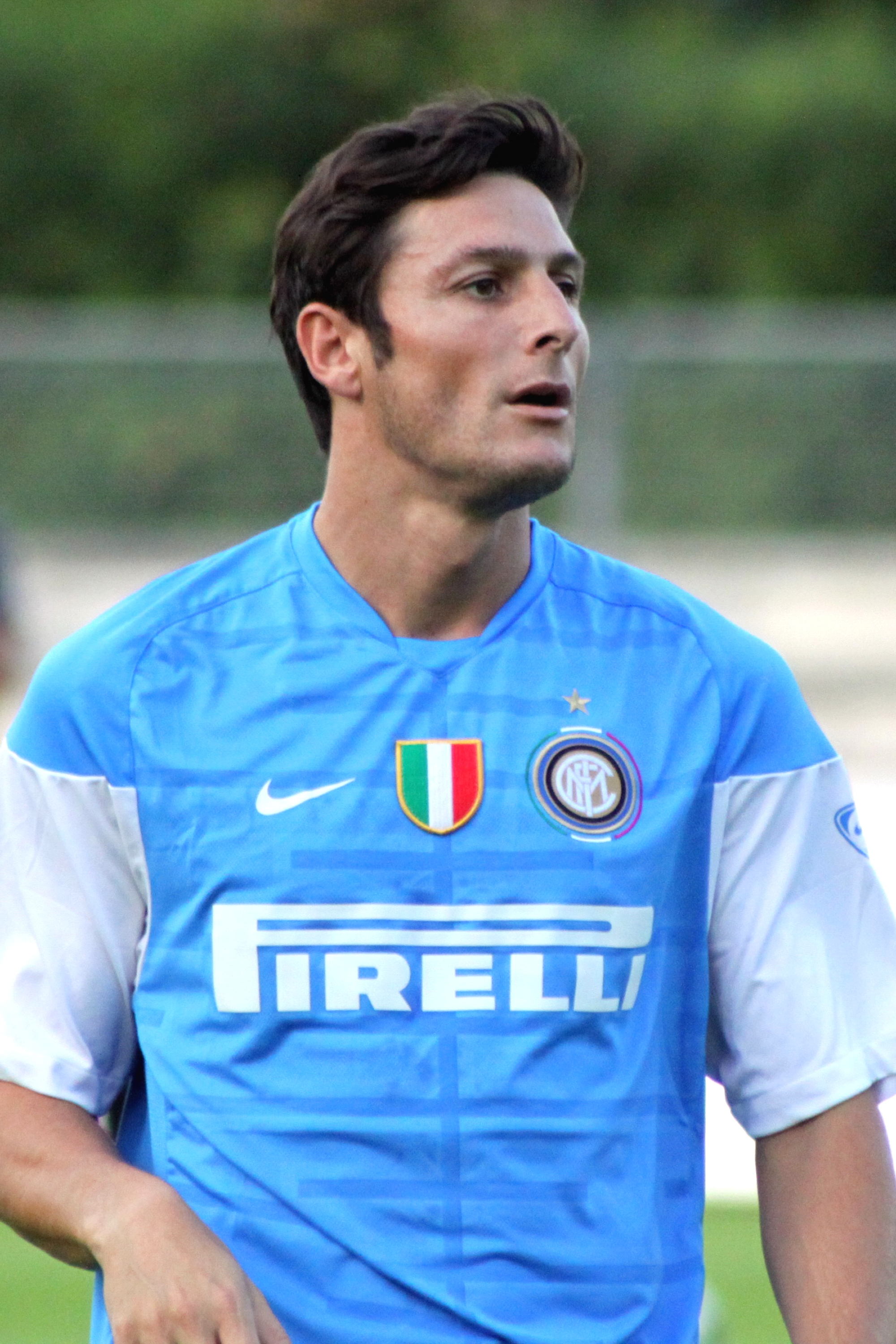
خافيير زانيتي عميد اللاعبين في النادي

يعتبر اللاعب الأرجنتيني خافيير زانيتي أو كما يحلو لعشاقه بتسميته «الكابيتانو» عميد اللاعبين في النادي، فهو أكثر اللاعبن مشاركة في الدوري الإيطالي، وأكثر لاعبي نادي الإنتر مشاركة في جميع المباريات، حيث شارك في 858 مباراة، منها 615 مباراة في الدوري الإيطالي، وفي 24 نوفمبر 2011 قد لعب مباراتة 768 مع النادي الإيطالي والتي جعلته يتخطى حاجز 1000 مباراة في مختلف الأندية والمنتخبات التي لعبها حتى الآن. وقد تخطى زانيتي في شهر سبتمبر 2011 القائد السابق للنادي جوزيبي بيرغومي. أما في المركز الثاني، فهو من نصيب جوزيبي بيرغومي والذي شارك مع الإنتر في 756 خلال 19 سنة قضاها مع الفريق خلال الفترة 1980–1999. بينما في المركز الثالث، يقبع جاشينتو فاكيتي والذي شارك في 634 مباراة خلال الفترة 1960–1978.
| المرتبة | الجنسية   | الاسم              | السنوات   | المشاركة |
| ------- | --------- | ------------------ | --------- | -------- |
| 1       | الأرجنتين | خافيير زانيتي      | 1995–2014 | 858      |
| 2       | إيطاليا   | جوزيبي بيرغومي     | 1980–1999 | 756      |
| 3       | إيطاليا   | جاشينتو فاكيتي     | 1960–1978 | 634      |
| 4       | إيطاليا   | ساندرو ماتسولا     | 1960–1977 | 565      |
| 5       | إيطاليا   | جوزيبي باريزي      | 1976–1992 | 559      |
| 6       | إيطاليا   | ماريو كورصو        | 1958–1973 | 502      |
| 7       | إيطاليا   | والتر زينغا        | 1982–1994 | 473      |
| 8       | إيطاليا   | تارشيزيو بورغنيتش  | 1962–1974 | 467      |
| 9       | إيطاليا   | أليساندرو ألتوبيلي | 1977–1988 | 466      |
| 10      | سلوفينيا  | سمير هاندانوفيتش   | 2012–2023 | 455      |

## الديربيات

### ديربي ميلانو
ديربي ديلا مادونينا (بالإيطالية: Derby della Madonnina) أو كما يعرف ديربي ميلان (بالإنجليزية: Milan Derby) هو ديربي في كرة قدم بين فريقي مدينة ميلانو الواقعة في إقليم لومبارديا بشمال إيطاليا، بين نادي إي سي ميلان ونادي إنتر ميلان. وهو واحد من أشهر الديربيات كرة القدم الإيطالية بجوار ديربي روما، ديربي تورينو وديربي جنوى. يقام الديربي مرتين سنوياً ضمن منافسات الدوري الإيطالي الممتاز وفي بعض الأحيان ضمن بطولات أخرى مثل كأس إيطاليا ودوري أبطال أوروبا. وهو من الديربيات القلائل التي تلعب في ملعب واحد وهو ملعب سان سيرو. يعتبر ديربي ميلانو مباراة ديربي محلي في كرة القدم ومن أكثر ديربيات كرة القدم مشاهدة في العالم، فهي أشهر الديربيات الأوروبية بل العالمية فهو يمثل ديربي بين فريقين حصدوا 10 بطولات دوري أبطال أوروبا، و38 بطولة دوري محلي.
تُمثل هذه المباراة صراع بين الطبقة العاملة الكادحة، أي جمهور إيه سي ميلان في مدينة ميلانو، والطبقة الراقية، أي جمهور إنتر ميلان، ويعود جذور هذا الصراع إلى عام 1918 عندما رفضت العديد من الأندية الإيطالية مشاركة اللاعبين الأجانب في مباريات الدوري، ووافق الاتحاد الإيطالي لكرة القدم على هذا، الأمر الذي جعل أقوى الأندية آنذاك (إيه سي ميلان وتورينو وجنوة)، تُقدم على مقاطعة الدوري، إلا أن جماعة من إدارة الميلان كانت موافقة على قرار الاتحاد، فانشقت عن النادي وأسست نادي إنتر ميلان.
أقيم أول لقاء بين الفريقين بتاريخ 18 أكتوبر 1908 ضمن منافسات كأس كياسو بمدينة كياسو السويسرسة، وانتهى بفوز إيه سي ميلان بنتيجة 2–1. وللديربي أسماء عديدة أهمها ديربي الغضب وديربي ميلانو وديربي ديلا المادونينا، تكريما لأحد المعالم الرئيسية لمدينة ميلانو، وهو تمثال لمريم العذراء الموضوع على قمة كاتدرائية ميلانو، والذي يسمى عادة «المادونينا».
- الجدول الآتي يوضح المباريات بين الغريمين منذ بدايتها حتى أخر ديربي جمعها في 16 سبتمبر 2023. والذي انتهى بفوز إنتر ميلان بنتيجة 1–5 ضمن منافسات ذهاب الدوري الإيطالي لموسم 2023–2024.[326][327][328]

| المسابقات                 | إجمالي المباريات التي لعبت | فوز الإنتر | تعادل | فوز ميلان | أهداف الإنتر | أهداف ميلان |
| ------------------------- | -------------------------- | ---------- | ----- | --------- | ------------ | ----------- |
| البطولة الوطنية الإيطالية | 22                         | 8          | 3     | 11        | 40           | 36          |
| الدوري الإيطالي           | 182                        | 70         | 57    | 55        | 260          | 234         |
| المجموع (الدوري)          | 204                        | 78         | 60    | 66        | 300          | 270         |
| كأس إيطاليا العظمى        | 2                          | 1          | 0     | 1         | 3            | 3           |
| كأس إيطاليا               | 29                         | 9          | 9     | 11        | 28           | 38          |
| كأس السوبر الإيطالي       | 3                          | 1          | 0     | 2         | 6            | 5           |
| دوري أبطال أوروبا         | 6                          | 2          | 2     | 2         | 4            | 6           |
| المجموع (رسمية)           | 244                        | 91         | 71    | 82        | 341          | 322         |

* آخر تحديث في 23 أبريل 2025

### ديربي إيطاليا
ديربي إيطاليا (بالإيطالية: Derby Italia) هي مباراة تجمع بين أشهر ناديين في إيطاليا وهما إنتر ميلان ويوفنتوس. وقد صيغ اسم ديربي إيطاليا من طرف الصحفي الإيطالي الأكثر شهرة وتأثيرا خلال القرن العشرين، جياني بريرا الذي استعملها للمرة الأولى في موسم 1967/1968. إذ يعتبر بريرا واحدا من الأشخاص الأكثر شعبية ونفوذا في عالم الساحرة المستديرة بإيطاليا، وهو من أطلق في سنوات الستينات اسم «كاتيناتشو» (مزلاج الباب) على الفلسفة الكروية الإيطالية المبنية على الدفاع.
بدأ الدوري الإيطالي الممتاز سنة 1898، لكنه لم يشهد انطلاقته الحقيقية إلا سنة 1929 عندما اعتُمد نظام الدرجة الواحدة. لذلك يعتبر اختيار يوفنتوس، الذي تأسس سنة 1897، كأحد طرفي ديربي إيطاليا أمرا طبيعيا ولا غبار عليه، لاسيما بالنظر لفوز السيدة العجوز بالكثير من الألقاب منذ السنوات الأولى. أما فريق إنتر ميلان، الذي تأسس سنة 1908 بعد حدوث انشقاق في صفوف أنصار إيه سي ميلان، فيبقى النادي الوحيد الذي لم يذق مرارة الهبوط إلى الدرجة الثانية حتى الآن.
بيد أن السبب الذي دفع بريرا إلى إطلاق تسمية «ديربي إيطاليا» على المواجهات بين اليوفي والإنتر فهو دون شك هيمنتهما المطلقة على لقب الدوري الإيطالي خلال السنوات العشر الأولى لنظام الدرجة الواحدة. لذلك يحيل مصطلح «ديربي إيطاليا» على المواجهات بين كتيبتي البيانكونيري والنيرازوري رغم مطالبة أنصار إيه سي ميلان، الذي تأسس سنة 1899، ورغبتهم في أن يشكل فريقهم الطرف الثاني في قمة إيطاليا الكبرى بالنظر لتاريخه الحافل بالألقاب.
- الجدول يوضح تاريخ المباريات بين الغريمين حتى آخر ديربي جمعها في 16 فبراير 2025. والذي انتهى بــفوز يوفنتوس بنتيجة 1–0 في إياب منافسات الدوري الإيطالي لموسم 2024–25.[336]

|                                  | المواجهات | فاز يوفنتوس | تعادل | فاز الإنتر | أهداف يوفنتوس | أهداف الإنتر |
| دوري المناطق                     | 27        | 8           | 7     | 12         | 36            | 46           |
| الدوري الإيطالي                  | 184       | 88          | 47    | 49         | 264           | 213          |
| مجموع مباريات الدوري             | 211       | 96          | 54    | 61         | 300           | 259          |
| كأس إيطاليا العظمى (1943-1944)   | 2         | 1           | 0     | 1          | 2             | 2            |
| كأس إيطاليا                      | 36        | 15          | 9     | 12         | 53            | 45           |
| كأس السوبر الإيطالي              | 2         | 0           | 0     | 2          | 1             | 3            |
| كأس ميتروبا (1929)               | 1         | 1           | 0     | 0          | 1             | 0            |
| البطولة أرماندو بيتشي (1971)     | 1         | 0           | 0     | 1          | 1             | 3            |
| المجموع المباريات الرسمية        | 253       | 113         | 63    | 77         | 358           | 312          |
| كأس باجاني (1909)                | 1         | 0           | 0     | 1          | 0             | 1            |
| بطولة مويت كاندون الذهبية (1910) | 1         | 1           | 0     | 0          | 2             | 1            |
| بطولة مدينة تورينو (1966)        | 1         | 1           | 0     | 0          | 3             | 1            |
| بطولة مدينة ميلانو (1969)        | 1         | 0           | 0     | 1          | 1             | 3            |
| كأس أندية السوبر (1983)          | 1         | 1           | 0     | 0          | 1             | 0            |
| مجموع المباريات الودية           | 5         | 3           | 0     | 2          | 7             | 6            |
| المجموع الكلي                    | 258       | 116         | 63    | 79         | 365           | 318          |

## الإعلام

### قناة الإنتر
قناة الإنتر (بالإيطالية: Inter Channel) هي قناة فضائية مشفرة، تأسست يوم 20 سبتمبر 2000، يديرها إدواردو كالدارا، وهي مكرسة كليا لنادي إنتر ناسيونالي ميلانو، وهي تبث من مركز أنجلو موراتي الرياضي مقر النادي. تقدم القناة مقابلات حصرية مع اللاعبين والمدربين والموظفين وأنصار النادي، وكذلك ينقل حصريا مباريات النادي في الدوري الإيطالي ودوري أبطال أوروبا، بالإضافة إلى أخبار كرة القدم العالمية ووبرامج خاصة.

شعار قناة إنتر ميلان.

### إذاعة ميلان إنتر
إذاعة تلفزيون ميلان إنتر (بالإيطالية: Milan Inter Radio TV)، المعروفة أكثر باسم إذاعة ميلان إنتر، هي إذاعة خاصة مقرها مدينة ميلانو تأسست في عام 2005، وتبث على موجات الـ إف إم بتردد مقدارة 96.1 ميغار هرتز.

### مجلة الإنتر الظاهرة
مجلة الإنتر الظاهرة (بالإيطالية: Fenomeno Inter) هي مجلة إيطالية مخصصة كليا لأخبار نادي إنتر ميلان لكرة القدم، يتم تحريرها شهريا.وقد صدر أول إصدار لها في 1968. ومن ميزاتها كثرة المواد والملصقات والصور عن لاعبي نادي إنتر ميلانو بما في ذلك كل لاعبي الفريق الأول وشباب برمافيرا والأكاديمية، فضلا عن موظفي النادي. وتخصص مجالا لتاريخ وحكايات الماضي العريق للنادي.

## التسويق

### متحف السان سيرو
متحف السان سيرو (بالإنجليزية: San Siro Museum) افتتح في 5 أكتوبر 1996، ويعود الفضل في تأسيسه إلى مديره «أونوراتو أريتزي». يضم المتحف مجموعة من المقتنيات التاريخية، للاعبي فريقيّ إيه سي ميلان وإنتر ميلان، وأيضاً لأساطير الكرة أمثال «بيليه» و«مارادونا» و«زين الدين زيدان» و«كرويف»، وكذلك الكرات التي لعب بها الفريقين أهم المباريات والكرات القديمة إلى جانب أحذية اللاعبين. تعرض سينما المعرض تاريخ الميلان والإنتر وتاريخ ملعب السان سيرو، بالإضافة لأهم الأحداث والمباريات الرائعة في تاريخ الفريقين.

### متجر إنتر ميلان
سولو إنتر (بالإنجليزية: SOLO INTER) هو المتجر الرسمي لنادي إنتر ميلان، الذي يضم جميع المنتجات الرسمية للنادي بدءاً من الملابس انتقالاً إلى الأدوات الرياضية. أعيد افتتاحه بحلة جديدة في 26 نوفمبر 2011، حيث صمم المتجر لكون مكان للقاء وقضاء لحظات ممتعة بين أجنحته المزينة بأزيد من 100 صورة، تحكي عن تاريخ الإنتر، لتجعل منه متجرا ومتحفا في آن واحد.

## مؤسسة إنتر كامبوس الخيرية

شعار أكاديمية إنتر كامبوس

أكاديمية إنتر كامبوس الخيرية (بالإيطالية: inter campus) هي مؤسسة اجتماعية لاربحية، يملكها ويديرها نادي إنتر ميلان الإيطالي، تم تأسيسها من طرف مالك النادي السابق ماسيمو موراتي في 20 فبراير 1996. وبدأت عملياتها في عام 1997. ويهدف المشروع لتقديم المساعدة للأطفال المحتاجين واستخدام لعبة كرة القدم كأداة تعليمية تعمل على استعادة حق 10.000 طفل في حاجتهم إلى اللعب.
فيما يزيد عن 15 سنة من العمل الدؤوب والجدي من أجل ما يقرب من 10.000 طفل يملئون العالم باللونين الأسود والأزرق الذي يتميز به نادي إنتر ناسيونالي، تقوم مجموعة عمل متخصصة وفريق يتكون من سبعة مدربين من الذين يقومون بالتنسيق للأنشطة التي تجري في العديد من مراكز التدريب والتي لا يكون اهتمامها منصباً على تعليم مهارات كرة القدم فقط، ولكن الاهتمام أيضاً بتزويد هذه المراكز بالمشاريع الخلاقة والتعليمية، حيث تقوم مجموعة بالعمل عن قرب مع 200 مدرب محلي الذين يتم اختيارهم بالإضافة إلى العديد من المتطوعين الذين يعملون في 17 دولة من الدول الذين يعتبرون بشكل رسمي جزء من الدائرة العالمية لأكاديميات إنتر كامبوس بالإضافة إلى 20 دولة أخرى تم دخولها في العديد من أنشطة الجامعة وذلك من أجل العمل على حل المشاكل التي تعيش فيها هذه المناطق من حيث الظروف المعيشية الصعبة والحروب المنتشرة فيها.
من أبرز أعضائها الرئيسة الحالية للأكاديمية السيدة كارلوتا موراتي والمدير العام أنجلو ماريو موراتي واللاعب الشهير لويس فيغو أحد أعضاء مجلس المؤسسة بالإضافة إلى الحارس المعتزل فرانشيسكو تولدو الذي يشغل منصب سفير المؤسسة.

## الإنجازات
| البطولة                     | العدد  | الأعوام |        |        |        |
| الدوري                      | الدوري | الدوري | الدوري | الدوري | الدوري |
| --------------------------- | ------ | --- | ------ | ------ | ------ |
| الدوري الإيطالي البطل       | 20     | 1910، 1920، 1930، 1938، 1940، 1953، 1954، 1963، 1965، 1966، 1971، 1980، 1989، 2006، 2007، 2008، 2009، 2010، 2021، 2024. |        |        |        |
| الدوري الإيطالي الوصيف      | 17     | 1933، 1934، 1935، 1941، 1949، 1951، 1962، 1964، 1967، 1970، 1993، 1998، 2004، 2011، 2020، 2022، 2025.                   |        |        |        |
| الكؤوس المحلية              |        | |        |        |        |
| كأس إيطاليا البطل           | 9      | 1939، 1978، 1982، 2005، 2006، 2010، 2011، 2022، 2023.                                                                   |        |        |        |
| كأس إيطاليا الوصيف          | 6      | 1959، 1965، 1977، 2000، 2007، 2008.                                                                                     |        |        |        |
| كأس السوبر الإيطالي البطل   | 8      | 1989، 2005، 2006، 2008، 2010، 2021، 2022، 2023.                                                                         |        |        |        |
| كأس السوبر الإيطالي الوصيف  | 5      | 2000، 2007، 2009، 2011، 2024.                                                                                           |        |        |        |
| البطولات الأوروبية          |        | |        |        |        |
| دوري أبطال أوروبا البطل     | 3      | 1963–64، 1964–65، 2009–10.                                                                                              |        |        |        |
| دوري أبطال أوروبا الوصيف    | 4      | 1966–67، 1971–72، 2022–23، 2024–25.                                                                                     |        |        |        |
| كأس الاتحاد الأوروبي البطل  | 3      | 1991، 1994، 1998 |        |        |        |
| كأس الاتحاد الأوروبي الوصيف | 2      | 1967، 1972، 2020 |        |        |        |
| كأس السوبر الأوروبيه الوصيف | 1      | 2010 |        |        |        |
| البطولات الدولية            |        | |        |        |        |
| كأس العالم للأندية البطل    | 1      | 2010 |        |        |        |
| كأس الإنتركونتيننتال البطل  | 2      | 1964، 1965 |        |        |        |

## وصلات خارجية
- الموقع الرسمي للنادي.(بالعربية) (بالصينية) (بالإنجليزية) (باليابانية) (بالإيطالية) (بالإسبانية)
- الموقع الرسمي للنادي على اليوتيوب
- صفحة النادي بموقع الفيفا (Fifa)
- صفحة النادي بموقع الاتحاد الأوروبي (Uefa

1. ↑  الدوريات الخمس الكبرى هو الدوري الإيطالي، والدوري الإسباني، والدوري الإنجليزي الممتاز، والدوري الألماني والدوري الفرنسي.